# Sinológia

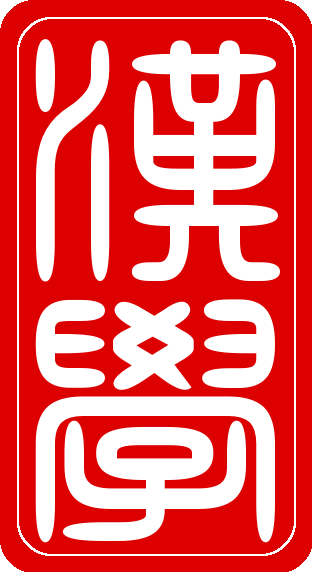
A „sinológia” jelentésű kínai han-hszüe (hanxue) (漢學) kifejezés pecsétírásos formája

A sinológia Kína kutatásával, tudományos vizsgálatával foglalkozó tudományág, amelyet magyarul gyakorta Kína-kutatásnak is neveznek. Szigorúan véve a tárgya a klasszikus kínai kultúra vizsgálata filológiai eszközökkel, amely elsősorban a történelem, a filozófia, az irodalom és a nyelvészet kutatására korlátozódik, de tágabb értelemben valamennyi, Kínával – legyen az akár az ókori, középkori, újkori vagy modern kori Kína – kapcsolatos stúdium a sinológia tárgykörébe tartozik. A sinológiában tevékenykedő szakembereket sinológusoknak, vagy Kína-kutatóknak nevezik.

## A fogalomról
A sinológia kifejezés a 'Kína' jelentésű, latin-görög Sinae és az ógörög logosz 'tudomány' szavak összevonása. A Kínára vonatkozó Sinae megnevezés az arabból került az ógörög nyelvbe, amely szó eredetileg a Csin (Qin)-dinasztia nevének arab megfelelője, a Szin.
Kína kutatásának igénye Kína határain kívül először a középkori Japánban merült fel, ahol a sinológiát a mai napig kangaku (漢学), vagyis „Han-tanulmányok” vagy „Han-tudomány” elnevezéssel illetik, amelyben a Han (漢) szó a Han-dinasztia nevéből származik, amely néven a kínaik magukat is nevezik (lásd: han-zsen (hanren) 漢人 / 汉人, vagyis „han-ember(ek)”, vagyis kínai(ak)).
A sinológia kínai elnevezése: kuo-hszüe (guoxue) (國學 / 国学), vagyis „nemzeti-tanulmányok”, „nemzeti tudomány”.

## Története

### A kínai stúdiumok kezdetei
A sinológia legtávolabbi gyökerei az első európai, arab utazók, Marco Polo, Ibn Battúta Kínába tett látogatásairól készült írásos beszámolókig, feljegyzésekig nyúlnak vissza, azonban az igazi kezdetei csak a 16. század végére tehetők, amikor a Kínába érkezett jezsuita misszionáriusok hozzá láttak a tudományos igényű, rendszerezett kutatásoknak. A kereszténység terjesztésének érdekében a jezsuiták jelentős erőfeszítéseket tettek a kínai kultúra megismeréséért, a kínai nyelv elsajátításáért és európai megismertetéséért. Így az első igazi sinológusoknak Matteo Ricci (1552-1610) és rendtársai tekinthetők, akik 1594-ben Makaón megalapították a Szent Pál Kollégiumot, amely a nyugati sinológia bölcsőjévé vált.
A kínai keresztényüldözés és a hírhedt hitvita eredményeképpen a jezsuiták által nagy lendülettel végzett Kína-kutatás a 18. század második felében megtorpant.
A 18. század elejéig a nyugati világ leginkább csak alkalmi utazók, illetve a keresztény hittérítők – elsősorban a jezsuiták – tudósításaiból értesülhetett Kínáról. A magas tudomány berkeiben jó ideig nem született meg az a késztetés, hogy megfelelő alapossággal tárják fel, elemezzék és értékeljék a Kínával kapcsolatos ismereteket, annak ellenére, hogy a 16. századtól kezdve hatalmas mennyiségű információ áramlott Európába. Épp ezért a nyugati nagyközönség és a tudós világ számára is Kína sokáig csupán az egzotikumok országa maradt. A kínai tárgyú kutatások és tanulmányok megmaradtak a jezsuita tudomány zárt köreiben, amely csak időről-időre egy-egy nagyobb műben adott népszerű áttekintést Kínáról. A 19. századra tehetők Európában a nemzeti sinológiai kutatások megindulása, amelyet egyes országokban elősegítettek a jezsuiták és más keresztény misszionáriusok korábbi tevékenysége és eredményei.

### A Szent Pál Kollégium jelentősebb sinológus szerzetesei
- Alessandro Valignano (1578) a kollégium alapítója, aki japán és kínai nyelvi stúdiumokat folytatott
- Michele Ruggieri (1579) a portugál–kínai szótár társszerzője, amely az első európai nyelvű kínai szótár
- Matteo Ricci (1582) a portugál–kínai szótár társszerzője
- Johann Adam Schall von Bell (1619) a császár tanácsadója, és a császári csillagvizsgáló igazgatója
- Michał Boym (1643) a kollégium tanára, természettudós, Ázsia faunájának, flórájának és geográfiájának szakértője
- Ferdinand Verbiest (1659) matematikus, csillagász, aki kiigazította a hagyományos kínai naptárat

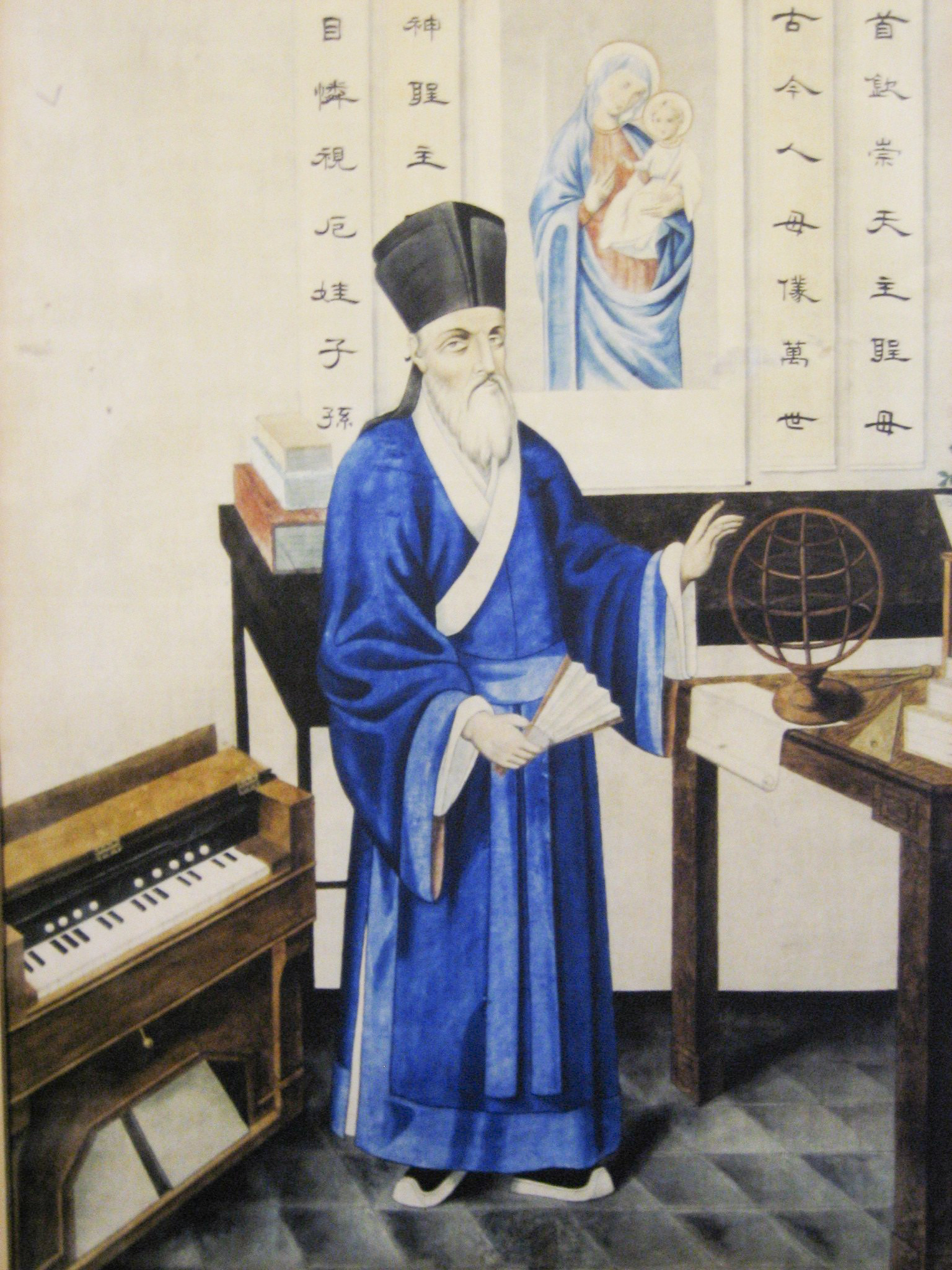
Matteo Ricci
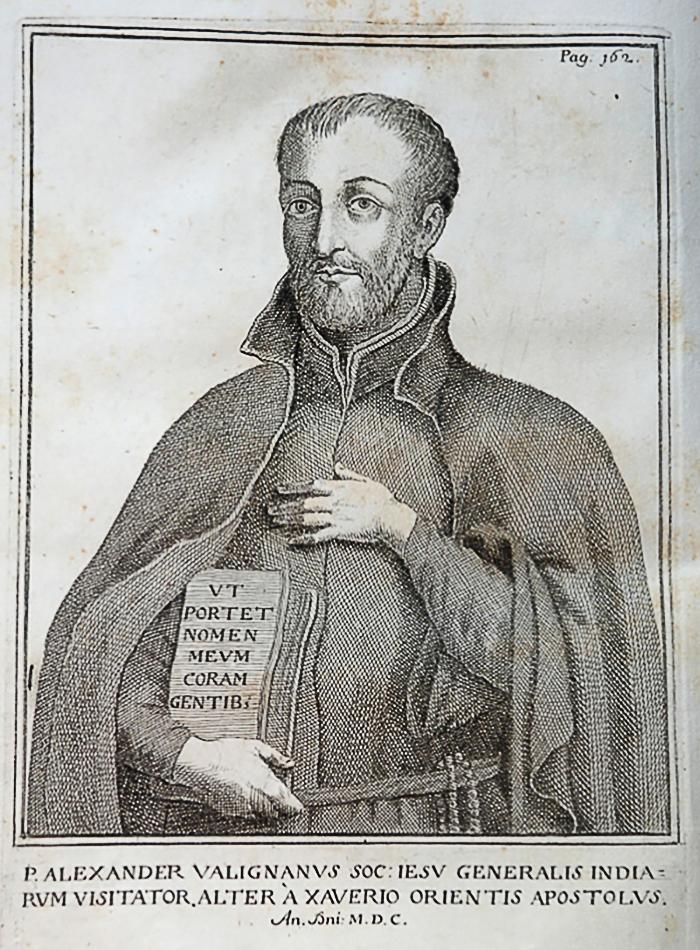
Alessandro Valignano
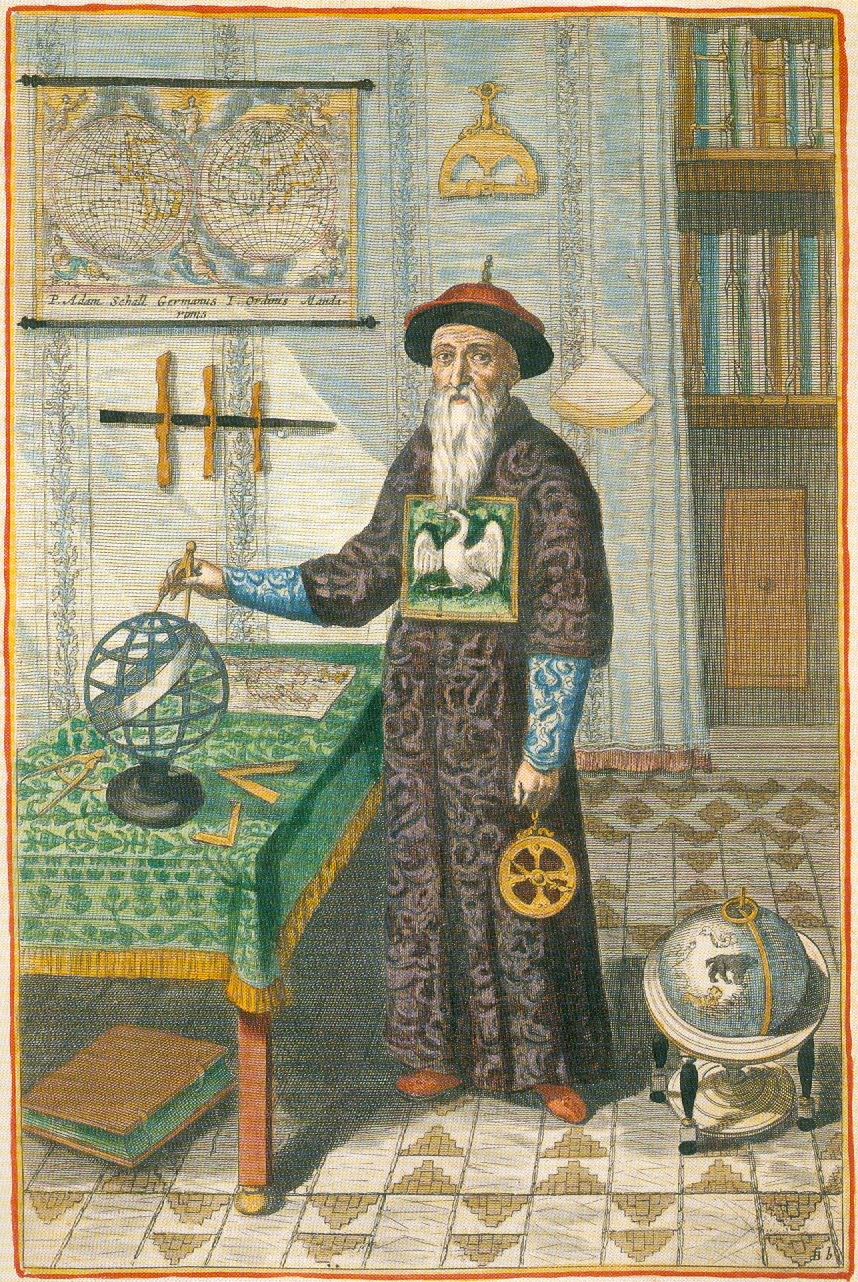
Johann Adam Schall von Bell
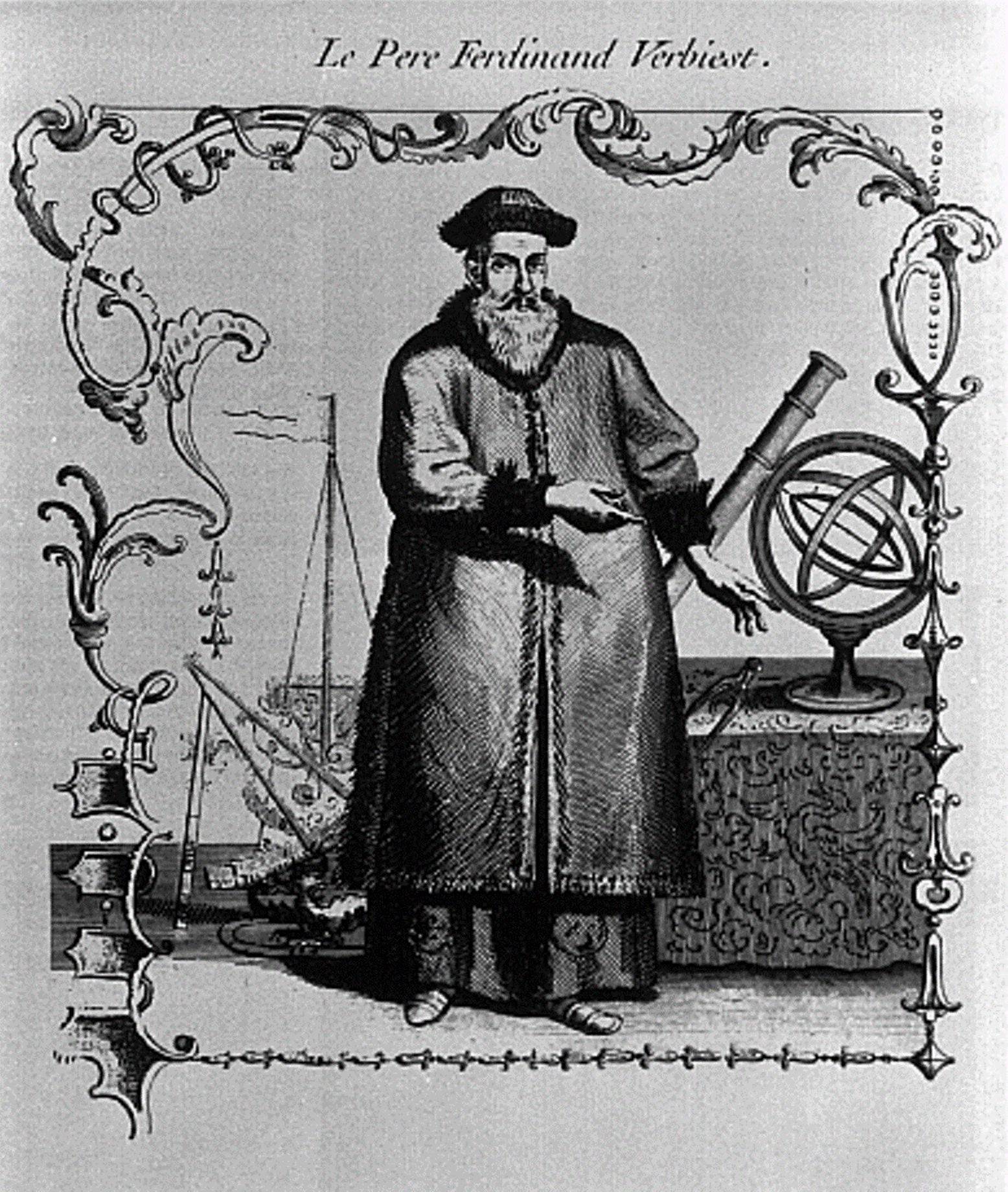
Ferdinand Verbiest
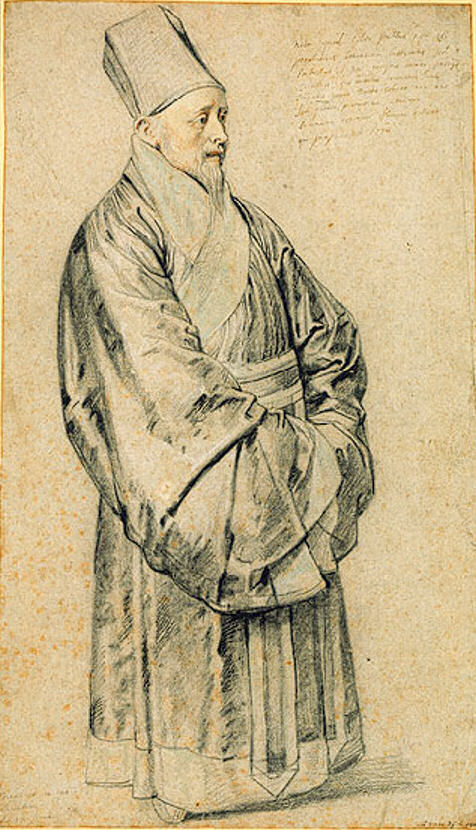
Nicolas Trigault
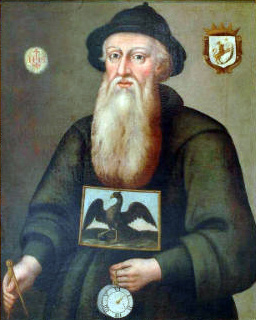
Nicolò Longobardo
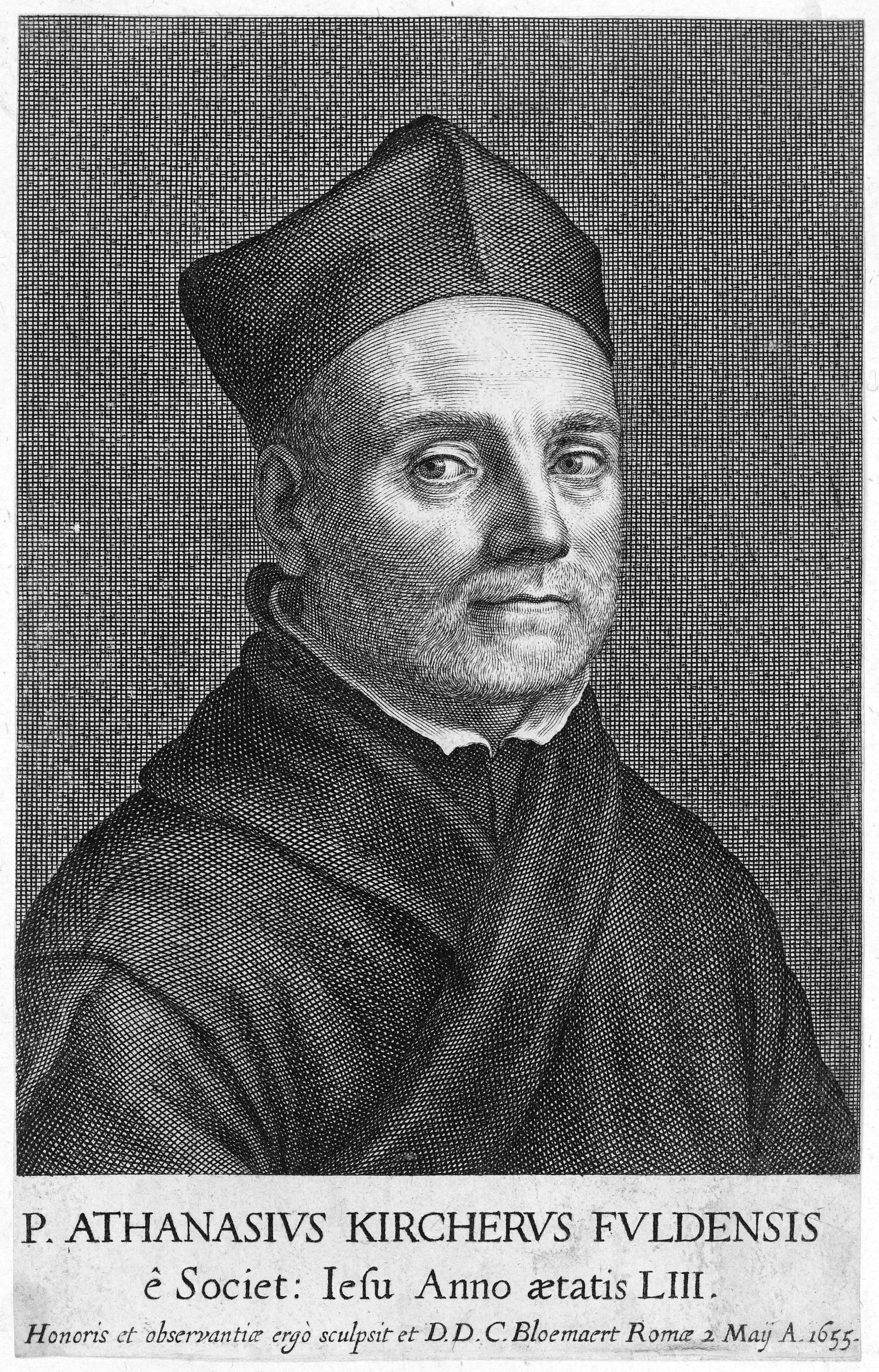
Athanasius Kircher
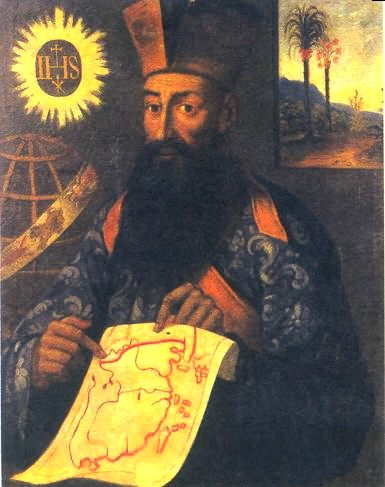
Martino Martini
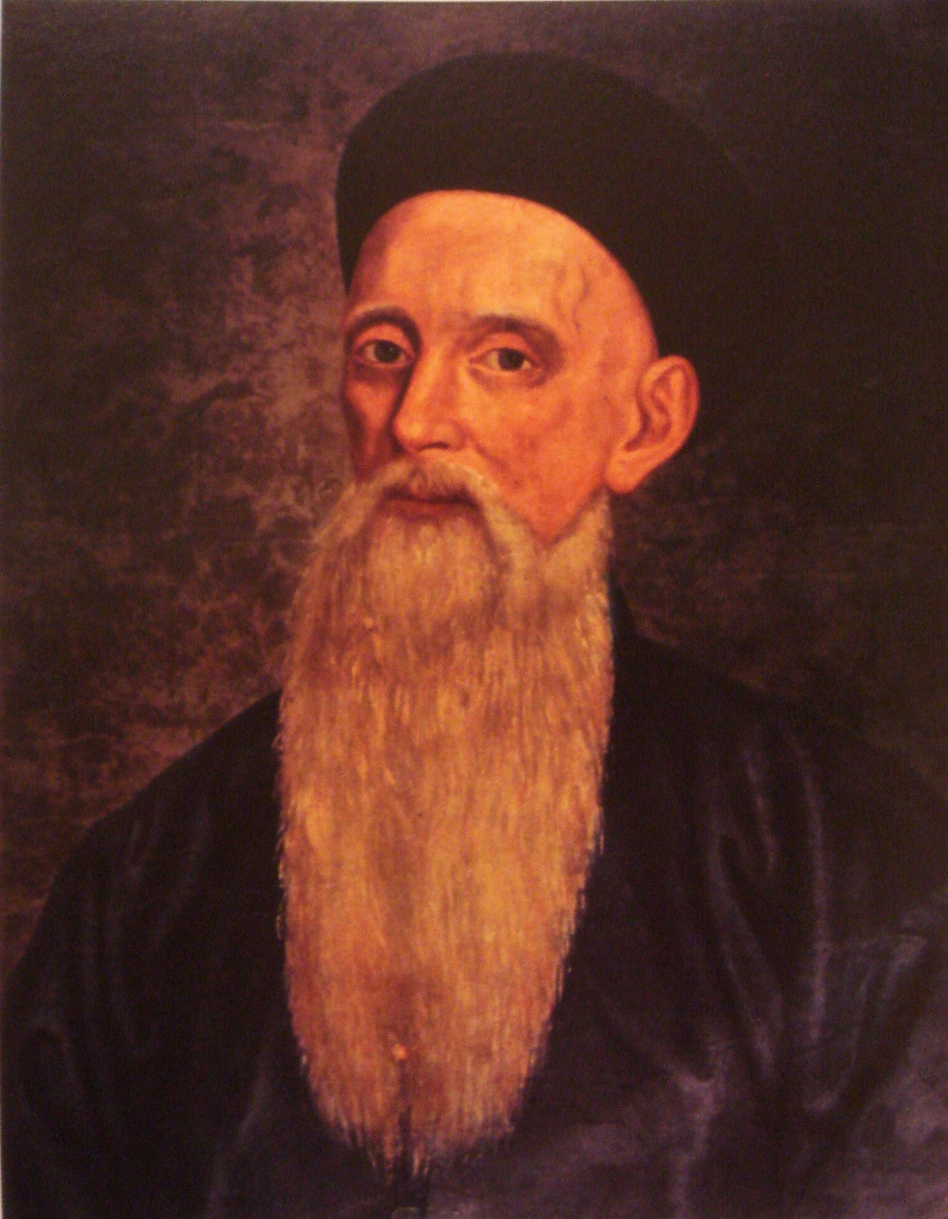
Jean Joseph Marie Amiot

### A francia sinológia

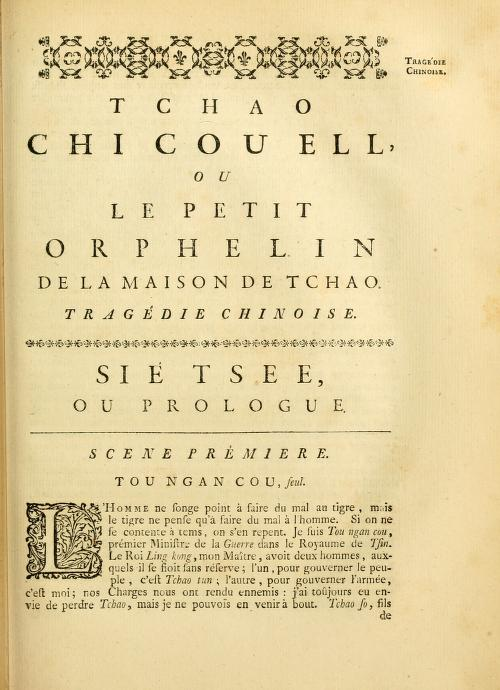
A 13. századi, A Csao (Zhao)-ház árvája (Csao si ku er (Zhao shi gu er) 趙氏孤兒) című dráma Joseph Prémare francia fordításában (1736)

A kínai tanulmányok a nyelv elsajátítása nélkül elképzelhetetlen, ezért a szélesebb körű tudományos kutatások elindulásához leginkább egy megbízható szótárra és nyelvtani leírásra lett volna szükség. Ehhez tette meg az első lépések egyikét a Joseph Prémare (1666–1736) misszionárius, aki 1698-tól végzett hittérítői tevékenységet, miközben összeállította művét a kínai nyelv kiejtéséről, írásáról, valamint elkészítette az első kínai nyelvtankönyvet is, amelyet annak ellenére, hogy időközben meglehetősen elavult, egészen 1831-ig rendszeresen kiadtak. Prémare volt az első európai tudós, aki különbséget tett a klasszikus és beszélt kínai nyelv között. Nyelvészeti tanulmányai mellett érdeklődést mutatott a félig beszél nyelvű Jüan (Yuan)-kori drámaszövegek iránt is. Ő tekinthető a modern tudományos sinológia kialakulását elősegítő első úttörőnek Franciaországban.
A francia forradalmat megelőzően az „orientalisztika” kutatások a Collège royal intézményében zajlottak, amelyből később a Collège de France lett. 1814-ig a kelet tanulmányozását leginkább a közel-keleti térség nyelvének, kultúrájának vizsgálata jelentette. Igaz, ezt megelőzően, a Collège arabista vezetője, Silvestre de Sacy (1758–1838) már szorgalmazta egy kínai tanszék felállítását, sőt maga is publikált kínai témában. Amikor 1813-ban Jean-Pierre Abel-Rémusat (1788–1832) egy, a kínai orvoslással kapcsolatos nagyjelentőségű tézisével felhívta magára a figyelmet, Sacy azonnal felismerte, hogy ő lehet a legalkalmasabb személy a kínai tanulmányok megszervezésére. Így jött létre 1814-ben, Európában elsőként kínai tanszék, amelynek 1815. január 15-én, az akkor huszonhét esztendős Rémusat lett az első hivatalosan kinevezett előadója. Így lehetősége nyílt arra is, hogy korlátlanul hozzáférhessen a királyi könyvtár anyagához, ahol rábukkant Prémare kiadatlan kézirataira is. Ezek felhasználásával állította össze Rémusat a tudományos igényű kutatásokhoz szükséges referencia anyagot, amely a maga nemében ugyancsak egyedülálló volt Európában. Kínai nyelvtant és szótárat is készített, amelyek majd a sinológusok következő nemzedékének segítették munkáját. Tudományszervező tevékenysége mellett saját kutatásokat is végzett, elsősorban a buddhizmus és a kínai–indiai kulturális érintkezések, kapcsolatok érdekelték. A sinológiai kutatásokat kibővítette a belső-ázsiai tanulmányokkal is, amely később a francia sinológia egyik erősségévé vált. Rémusat kolerában halt meg 1832-ben. Egyik jelentős fordítása, amely a kínai buddhista szerzetes, Fa-hszien (Faxian) Indiába tett zarándokútjáról tudósít, csak halála után 1836-ban jelent meg.
A francia sinológia következő nemzedékének kiemelkedő alakjai között meg kell említeni Stanislas Julient (1797–1873), aki a Menciusz latin nyelvű fordításával szerzett érdemeket. Osztozott továbbá mestere, Rémusat buddhizmus iránti elkötelezettségében is, ő Hszüan-cang (Xuanzang) zarándokútjának leírását fordította le, de Prémare-hez hasonlóan a kínai népszerű és színházirodalom is érdekelte.
Léon d’Hervey de Saint-Denys (1823–1893) talán a legkevésbé ismert a francia sinológia nagy öregei közül, aki a kínai költészet, különösen a Tang-kori líra vizsgálatával és fordításával végzett úttörőmunkát.
Édouard Chavannes (1865–1918) volt az első francia tudós, aki kínai tanulmányútra vállalkozott. A Han-kori kutatásokra specializálódott szakember a Si csi (Shi ji) fordításával szerzett elévülhetetlen érdemeket, és a vált a francia sinológia egyik ikonikus alakjává.
Henri Maspero (1883–1945), akit nem csak a francia, hanem minden idők egyik legnagyobb sinológusaként tartanak számon, apja nyomdokait követve egyiptológusként indította tudományos karrierjét. 1907-ben jogi licenciátust szerez, és lediplomázik az École des Langues Orientalesen. 1908-ban az École française d'Extrême-Orient ösztöndíjasként Hanoiba érkezik, és mintegy tizenhárom évet tölt a francia Indokínában. Már 1908-ban eljut Kínába is, de elsődleges feladata, hogy Hanoiba kínait tanítson. 1911-től szabad kutató lesz, és alapvető kutatásokat végez Hanoi történeti geográfijának tárgykörében. Ezt követően azonban érdeklődése a kínai kultúra felé fordul, és a kínai buddhizmus kezdeteivel foglalkozik. Páratlan nyelvtudását is kamatoztatja, így a délkelet-ázsiai nyelvek tudományos vizsgálatának alapjait is ő fekteti le, de a távol-keleti nyelvek összehasonlító vizsgálatának megalapítójaként is számon tartják. 1920-ban felajánlják neki Édouard Chavannes megüresedett helyét a Collège de France, kínai nyelv és irodalom tanszékét. 1927-ben jelenik meg fő műve, és tulajdonképpen egyetlen könyve: La Chine antique (magyarul: Az ókori Kína). Művét további kötetekkel kívánta bővíteni, amelyhez élete végéig anyagokat gyűjtött. Széles körű érdeklődése a vallástörténeti kérdések felé terelték, így a taoizmus kutatásában szintén elődök nélküli úttörő munkát végzett. Tragikus körülmények között Buchenwaldban hunyt el 1945 márciusában.
Maspero utódja a Collège de France kínai tanszékén tanítványa, Paul Demiéville (1894–1979) lett, aki 1946-ban Henri Maspero et l’avenir des études chinoises („Henri Maspero és a sinológia jövője”) címmel tartotta meg első előadását.
A francia és egyben a világ másik nagyformátumú sinológusa Paul Pelliot (1878-1945), aki mintegy tucatnyi nyelvben szerzett jártasságát egyedülálló módon ötvözte a terepmunkával járó expedíciók iránti elkötelezettségével és éles elemző képességével. Legjelentősebb tudományos teljesítménye 1908 júniusában kezdődött, amikor is a magyar származású angol, régész, Sir Aurel Stein (1862–1944) nyomdokaiban maga is felkereste Tunhuang (Dunhuang)ot, ahol mintegy 15 ezer kéziratot vizsgált át, melyek közül kb. hatezret magával is vitt Párizsba. Mindemellett az Ezer Buddha Barlangtemplomoknál asszisztensével lefényképeztette az akkor hozzáférhető összes cella falfestményét. Az üregeket sorszámozással látta el, az összegyűjtött dokumentumokat, fényképeket pedig hat hatalmas kötetben adta közre, megalapozva ezzel a nagy jelentőségű cellák művészettörténeti feldolgozásának munkáját. Pelliot tudományos módszerének stílusa modellértékűvé vált a sinológusok későbbi nemzedékének körében.
Pelliot kortársa volt Marcel Granet (1889–1940), aki Chavannes-hoz hasonlóan a szociológus Émile Durkheim tanítványa volt. A francia sinológia kiemelkedő alakjai között tartják számon Henri Cordier-t (1849–1925), aki teljesen más háttérrel és motivációkkal sodoródott a Kína-kutatás felé, mint például Maspero, Pelliot vagy Granet. Cordier az üzletember, kereskedő apja révén több évet töltött Kínában, anélkül, hogy megtanult volna kínaiul. Nevét mégis két jelentős teljesítményével írta be a sinológia történetébe. Az egyik a nyugati sinológia hatalmas mennyiségű bibliográfiájának összeállítása, a másik pedig a T’oung Pao című tudományos szakfolyóirat megalapítása 1890-ben (a holland Gustaaf Schlegellel közösen), amely mind a mai napig az európai sinológia vezető szaklapjának számít.
A francia sinológia ismertetése nem lenne teljes a magyar Balázs István (1905–1963), aki Étienne Balázs néven vált világhírű sinológussá. Balázs 1923-ban hagyta el Magyarországot és Berlinben Otto Franke tanítványa lett. Doktori fokozatot is itt szerzett a Tang-kori Kína gazdaságáról, német nyelven írt disszertációjával 1931-ben. 1935-ben elhagyta Németországot és Párizsban telepedett le, ahol a Collège de France kurzusain folytatta tovább sinológiai tanulmányait és kutatásait. A háború miatt 1945-től 1948-ig családjával kénytelen vidékre költözni. 1949-ben állást kap Centre National de la Recherche Scientifique keretében, és ekkortól a főművének számító Recherches sur l’économie et la sosiété de la Chine traditionnelle („Tanulmányok a középkori Kína társadalmáról és gazdaságáról”) című sorozat elkészítésével foglalkozhat. Csak 1955-ben kapja meg a francia állampolgárságot, majd 1963-ban szívinfarktusban meghalt.
A francia sinológia ma is élő kiemelkedő alakja, a kínai történelem kiváló szakértője, Jacques Gernet (1921–2018), akinek 1972-ben megjelent, 900 oldalas Le Monde chinois művét számos nyelvre, többek között magyarra (2001) is lefordították.
Egészen a második világháborúig vitathatatlanul Franciaország számított a sinológia fellegvárának a nyugati világban. Iskolateremtő alakjai, hosszú évtizedekre meghatározták a sinológiai kutatások témái és módszereit.

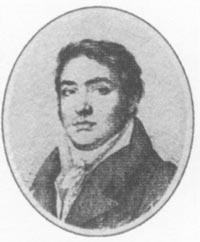
Jean-Pierre Abel-Rémusat (Collège de France)
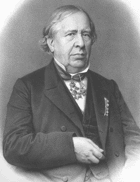
Stanislas Julien (Collège de France)
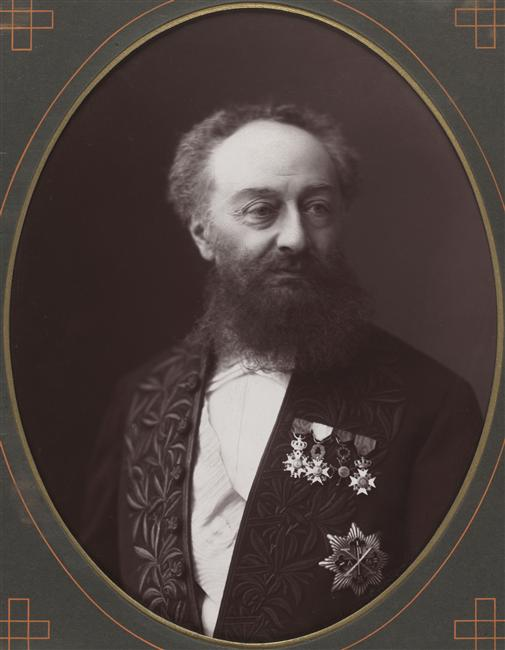
Léon d’Hervey de Saint-Denys (Collège de France)
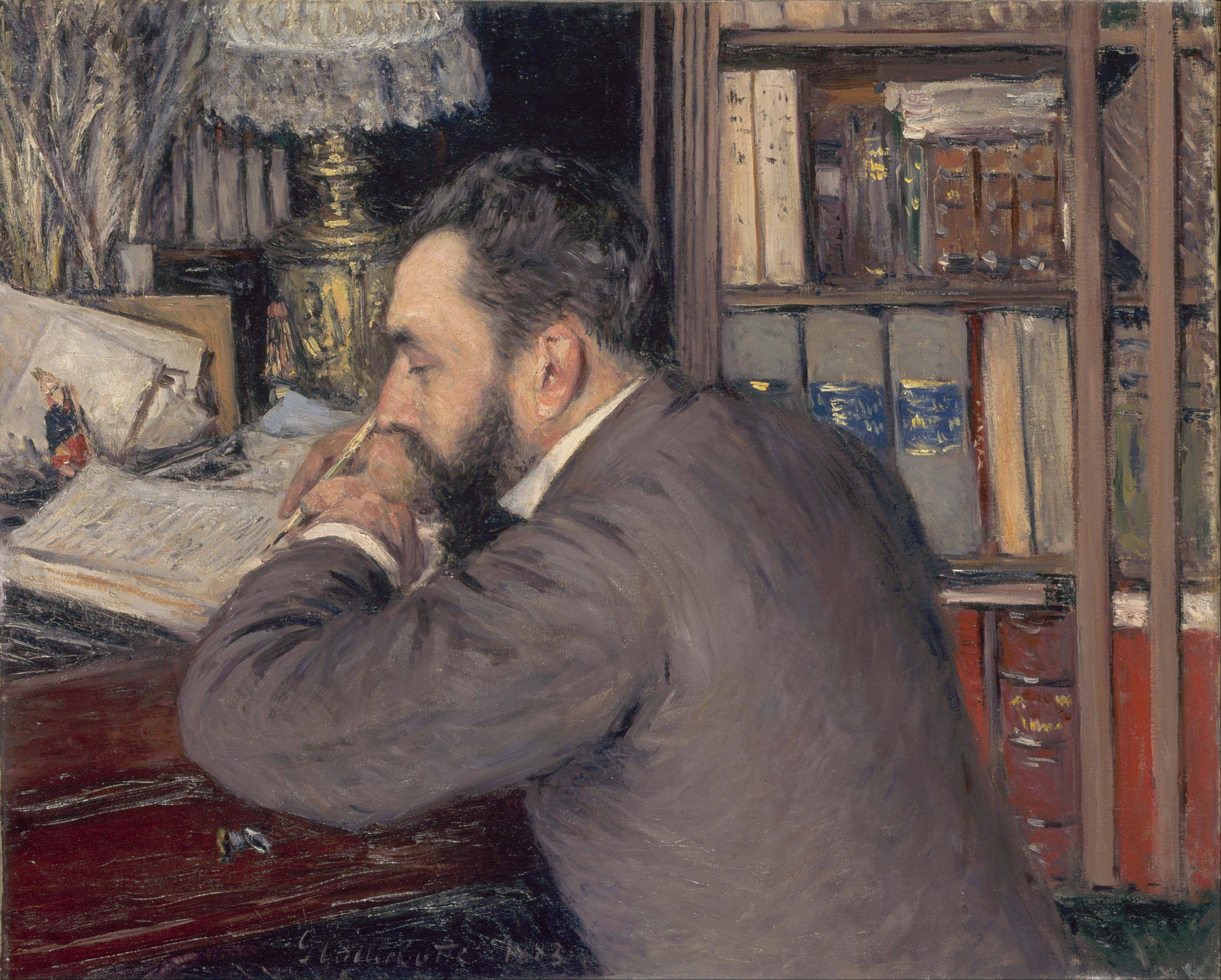
Henri Cordier (École spéciale des Langues orientales)
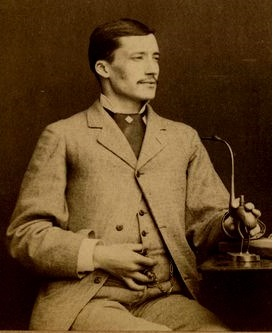
Arnold Vissière (École des langues orientales vivantes)
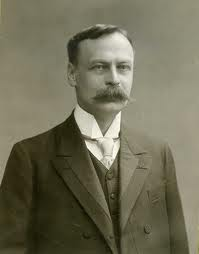
Édouard Chavannes (Collège de France)
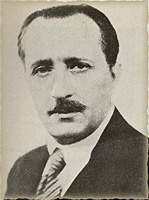
Paul Pelliot (Collège de France École française d'Extrême-Orient)
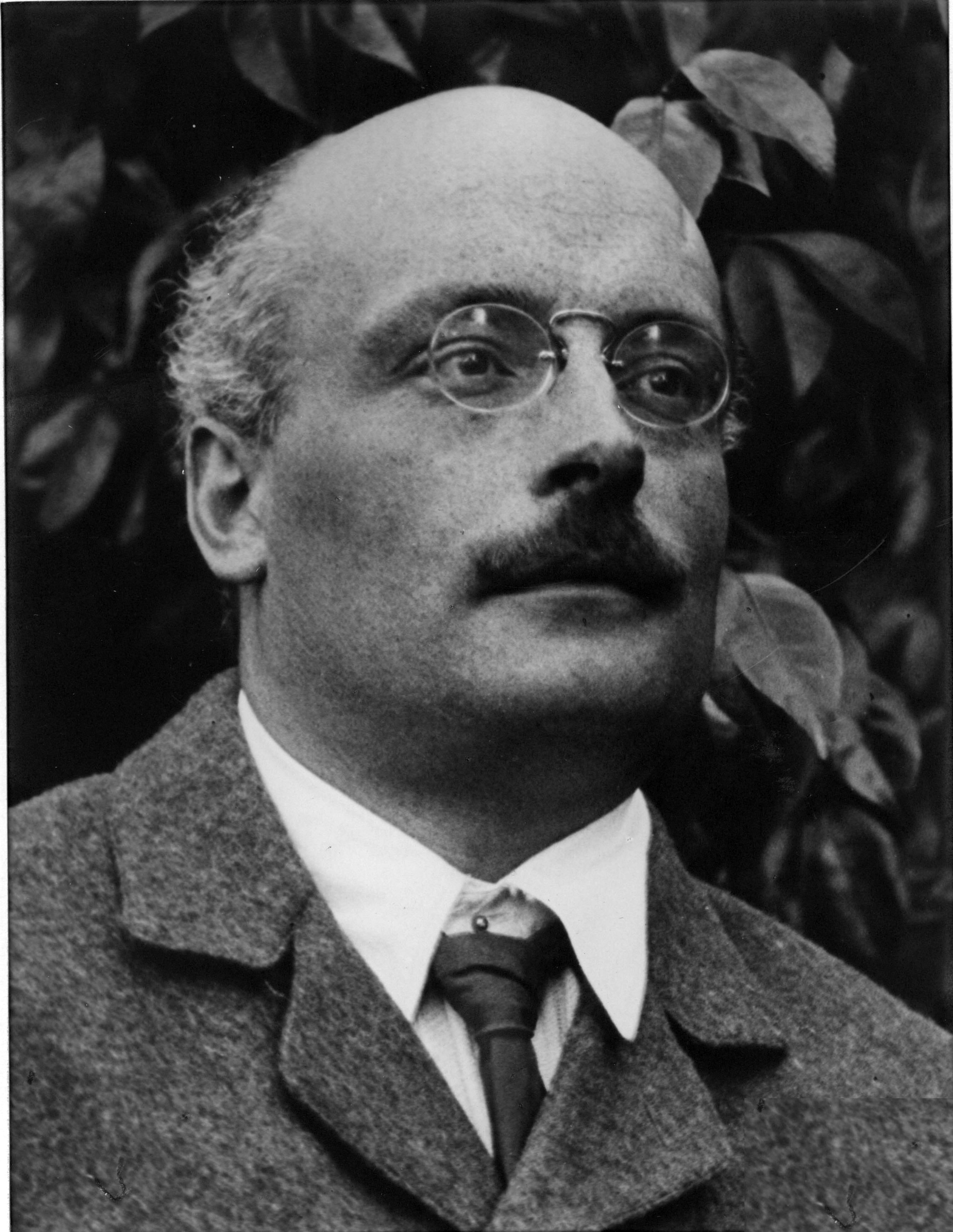
Marcel Granet (École pratique des hautes études)
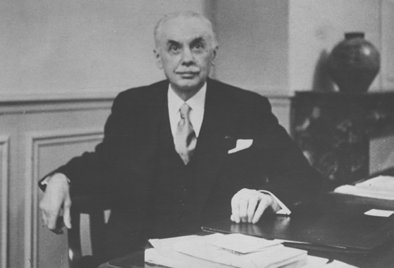
René Grousset (Musée Cernuschi Guimet Múzeum)
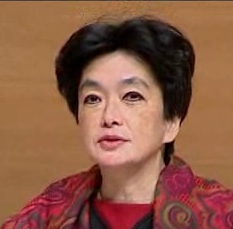
Anne Cheng (Collège de France)

### A holland sinológia
A holland sinológia megteremtőjének a leideni egyetem professzorát Gustaaf Schlegelt (1840–1903) tartják, aki 1890-ben Henri Cordier-vel közösen alapították a T’oung Pao folyóiratot, amely a leideni E. J. Brill kiadó gondozásában jelenik meg mind a mai napig. A holland sinológia több szálon is olyan szorosan kötődik a francia sinológiához, hogy gyakorta a francia iskola északi szárnyaként emlegetik. Még maga Schlegel is bízott abban, hogy a sinológia nemzetközi nyelvévé majdan a holland válhat. Az ő, holland nyelven alkotott hatalmas műve – éppen úgy, mint az őt megelőzően, vagy a vele kortárs sinológiai tevékenységet folytató hollandok életműve, mint például C. F. M. de Grijsé – mára szinte teljesen feledésbe merültek. Hat kötetes holland–kínai szótárának eladatlan példányait 1975-ben zúzatta be a leideni kiadója, pedig ezért a művéért Schlegelt 1887-ben a Stanislas Julien-díjjal jutalmazták. A széles körű érdeklődéssel rendelkező szakember azonban iskolateremtő munkássága mellett egy kínai titkos társaságról, a kínai prostitúcióról, valamint a kétkötetes kínai asztronómiáról írt monográfiájával a nemzetközi sinológia számára is jelentős műveket hagyott hátra.
A holland sinológia kiemelkedő alakjai között tartják számon J. J. M. De Grootot (1854-1921), aki átvette Schlegel helyét a Leideni Egyetem kínai fakultásának élén, bár miután 1911-ben kinevezték a Berlini Akadémia tagjának, áttelepült Németországba és karrierjét a Berlini Egyetemen folytatta egészen haláláig. Több kötetes műve a kínai vallásokról a kínai népi vallásosság leírására, elemzésére tett első tudományos kísérletnek számít.
A kínai eszme- és társadalomtörténet kiváló szaktekintélye volt J. J. L. Duyvendak (1889–1954). A holland sinológia „nagy öregeinek” felsorolás azonban nem lenne teljes Robert van Gulik (1910–67) diplomata és műgyűjtő említésé nélkül, aki a kínai erotikus művészeti és szexualitás történeti munkásságával elődök nélküli kutatási területet alapozott meg. Őt mindezek mellett, a hagyományos kínai detektívregények mintájára írt, Dee bíró történeteit feldolgozó sorozatának köszönhetően világszerte népszerű krimi-íróként is számon tartják.
A 20. század második felének kiemelkedő holland sinológusának számít Erik Zürcher (1928–2008), a Holland Királyi Tudományos Akadémia tagja, aki elsősorban a kínai buddhizmus kutatásában ért el jelentős eredményeket.
A Leideni Egyetemen a Schlegel által alapított kínai tanszék mind a mai napig megmaradt az európai sinológia egyik fellegvárának. A holland sinológusok ma már szinte kizárólag angolul publikálnak, így az olyan kiváló szakemberek, mint például Kristofer Schipper (1934–2021), Wilt L. Idema (1944–), Hans van de Ven (1958–) fontos és megkerülhetetlen szereplői a nemzetközi kutatásoknak.

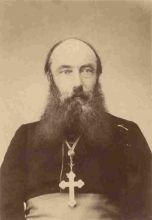
Ferdinand Hamer (katolikus misszionárius, Délnyugat-mongóliai apostoli vikárius)
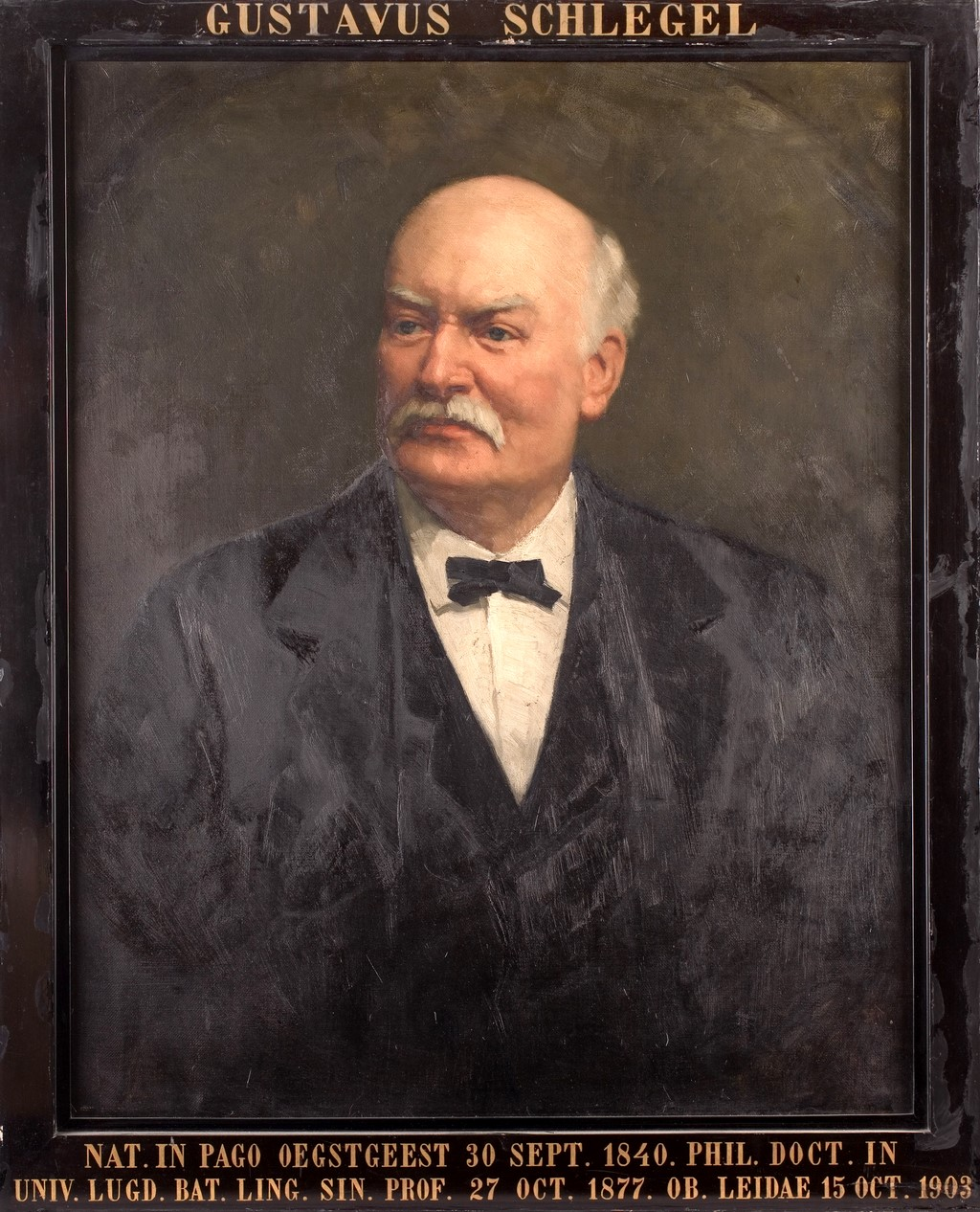
Gustaaf Schlegel (Leideni Egyetem)
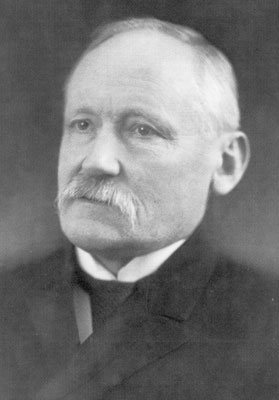
J. J. M. de Groot (Leideni és Berlini Egyetem )
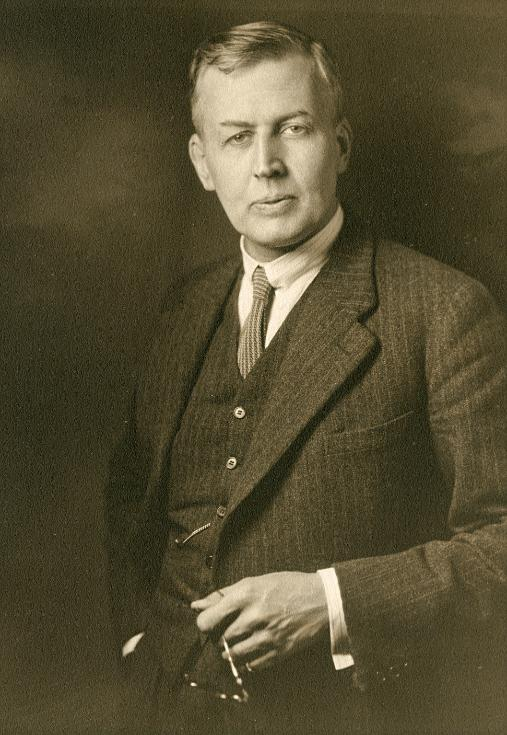
J. J. L. Duyvendak (Leideni Egyetem)
Robert van Gulik
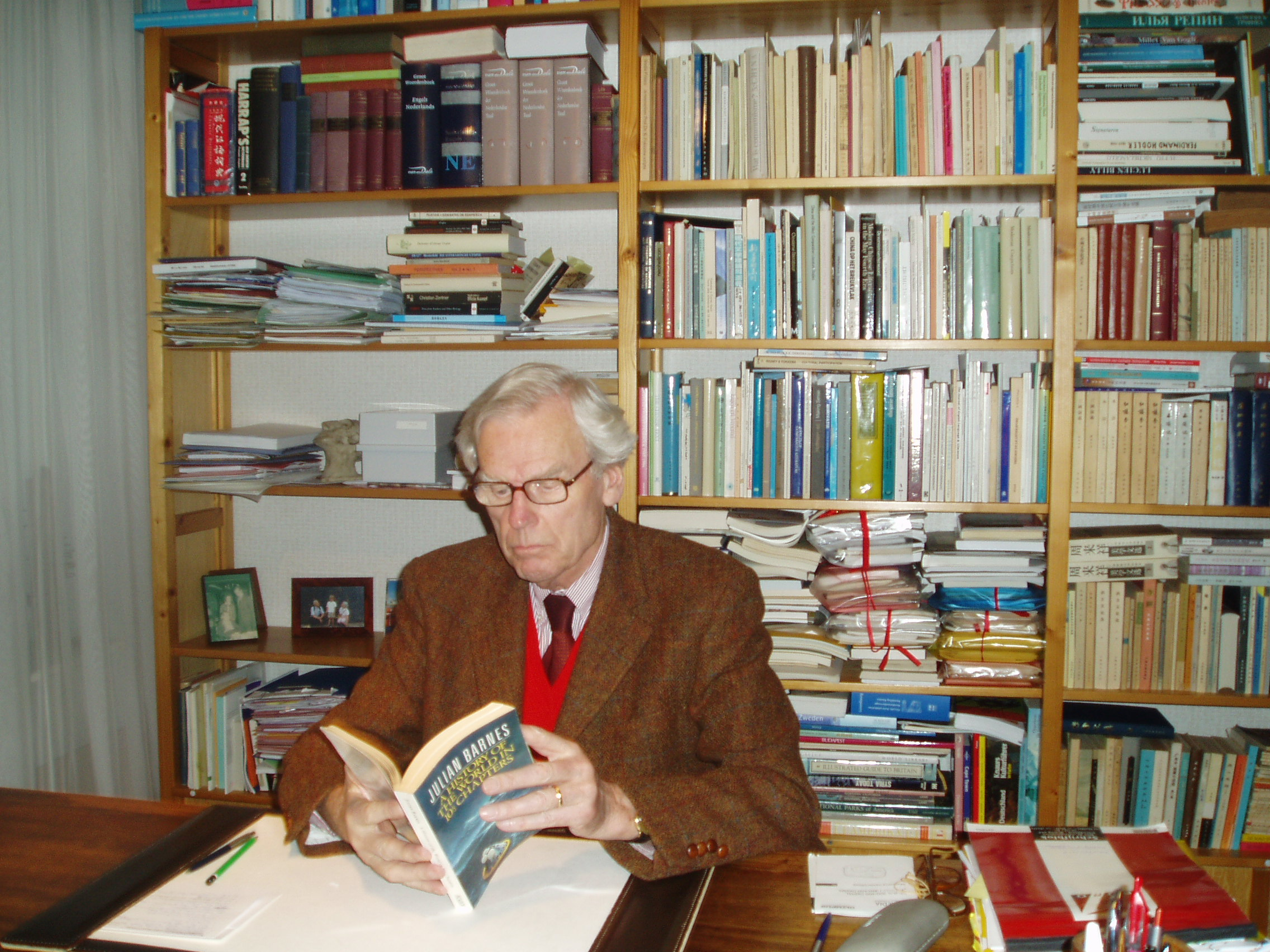
Douwe Fokkema (Utrechti Egyetem)
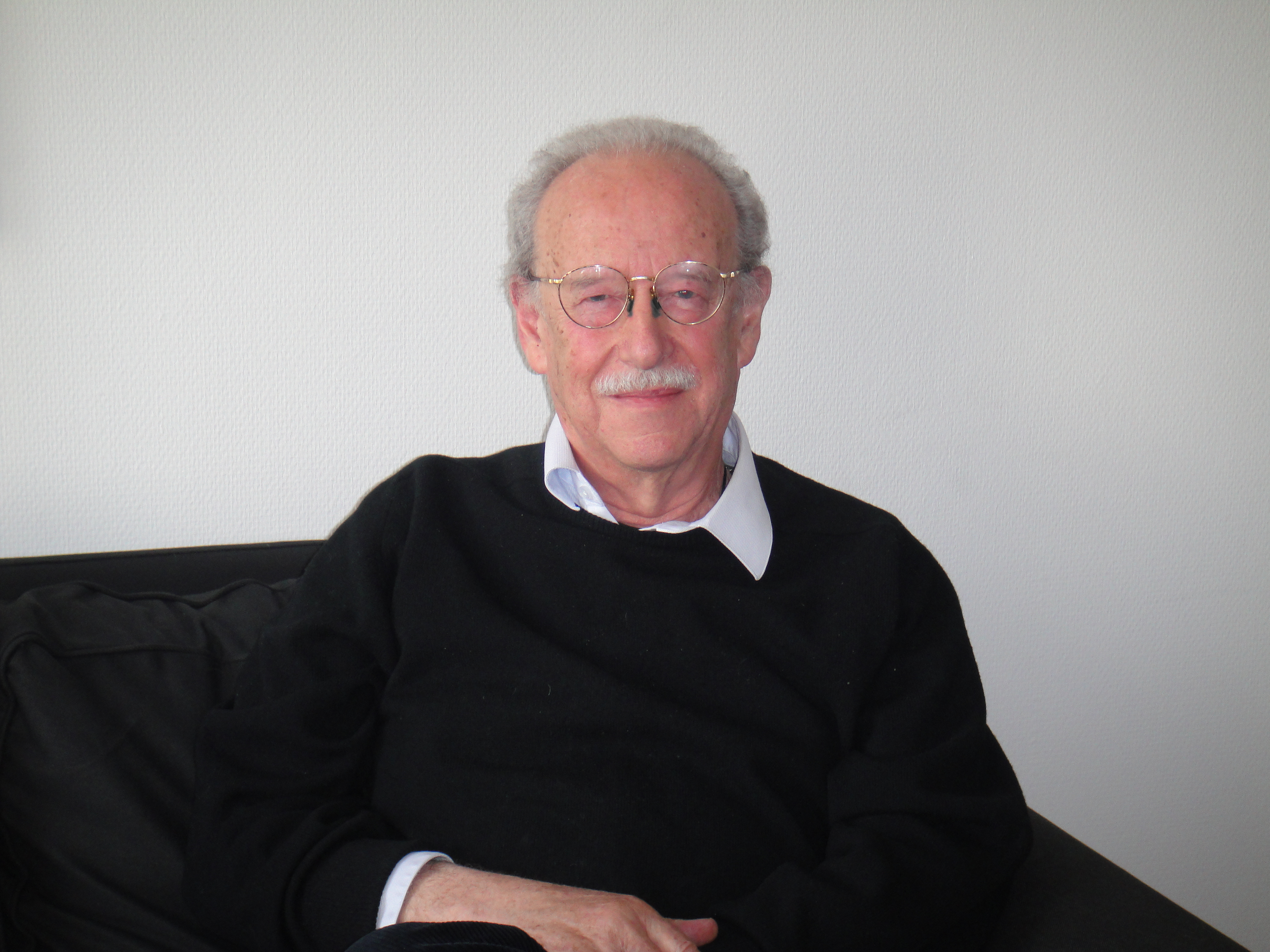
Kristofer Schipper (Leideni Egyetem)

### A brit sinológia
A tudományos igényű sinológia angliai megalapozásában a misszionáriusoknak jóval jelentősebb szerepe volt, mint például Franciaországban, vagy az Európa más országában. Igaz, ezek a hittérítők nem a jezsuiták közül kerültek ki, akik egyébként a köztudat szerint a keresztény egyházak közül a legerősebb kötődésekkel, és tudással rendelkeztek Kínával kapcsolatban. A brit sinológia szimbolikus figurája, doyenje a skót James Legge (1814–1895) a 19. század második felében. Legge a Protestáns Teológiai Szeminárium tagjaként érkezett Hongkongba 1843-ban, ahol sok éven át hittérítőként tevékenykedett. Angliába való visszatérésé után, 1876-ban alapította meg a kínai tanszéket az Oxfordi Egyetemen. Kínában tartózkodása alatt, oly kiválóan elsajátította a klasszikus kínai nyelvet, hogy kínai segítője, Vang Tao (Wang Tao) (王韜; 1828–1897) közreműködésével, lefordította angolra a teljes konfuciánus kánont. Fordítása halálát követően még több mint egy évszázaddal később is fontos és megkerülhetetlen referenciának számítottak. A Co csuan (Zuo zhuan)nak és a Li csi (Li ji)nek máig nincs másik teljes angol nyelvű fordítása.
Legge „klasszicizmusa” rányomta bélyegét a brit sinológiára, és az ő konzervatív hangvétele jellemezte még a buddhizmus kutatásban jelentőset alkotó Stein Aurél, és Legge oxfordi katedráját megöröklő William Soothill (1861–1935) munkásságát is, aki nem csupán Legge tanszékének irányítását, de a nagy előd által megkezdett, a konfucianizmus terén végzett kutatásait is folytatta.
A brit sinológia egy igen érdekes és jelentős alakja Arthur Waley (1889–1968), aki jelentős és maradandó életművet hagyott hátra mind a klasszikus kínai, mind pedig a klasszikus japán szépirodalom vizsgálatával és műfordításaival. Waley, aki a British Museum könyvtárosa, és a híres londoni Bloomsbury Group irodalmi kör megbecsült tagja volt, nemcsak, hogy soha nem járt Kelet-Ázsiában, de kínaiul és japánul is autodidakta módon tanult meg. Soha nem vállalt tudományos pozíciót. Annak ellenére, hogy tudományos háttérrel nem rendelkezett mégis neki ajánlották fel a Cambridge-ben megalapítandó kínai tanszék vezetését, amit azonban ő e szavakkal utasította vissza: „inkább meghalok”. Waley ellenszenve a cambridge-i egyetemi karrierrel szemben csak a korabeli brit sinológiai tudományos élet ismeretében érthető igazán. Angliában a Kína-kutatás közel sem mutatott olyan erős hagyományokra épülő, töretlenül ívelő pályát, mint Franciaországban. Példának okáért az első kínai tanszék – amely a Londoni Egyetemen jött létre – kinevezett tanszékvezetője Samuel Kidd (1799–1843) volt, aki a legkevésbé sem rendelkezett megfelelő sinológia képzettséggel és ismeretekkel. A híres Ming-kori regényt, a Szan-kuo jen-ji (Sanguo yanyi)t történetesen „statisztikai műként” katalogizálta. Angliában a harmadik kínai tanszék Cambridge-ben jött létre, amelynek vezetését Waley inkább Sir Thomas Francis Wade-nek (1818–1895) a kínai nyelv latin betűs átírásának atyjának engedte át, aki saját könyvtárával támogatta az új fakultást. Wade nem tartotta sokra a konkurens egyetemen működő kínai tanszék vezetőjének Legge-nek a munkásságát. Ez viszont annyira felbőszítette Legge utódát, Herbert Gilest (1845–1935), hogy egy alkalommal meg is jegyezte: „Legge munkásságára… még azután is emlékezni fognak és tanulmányozzák, miután Sir Thomas Wade saját jelentéktelen eredményei eltűnnek, persze, ha nem máris egy szemétkupacban hevernek.” Giles ennek ellenére Wade munkásságának legkiválóbb folytatójaként vált elismertté, kettejük neve együtt fémjelzi azt a latin betűs átírási rendszert, amelyet a pinyin megjelenéséig általánosan használtak az angol nyelvű, kínai tárgyú művekben.
A brit sinológia nemzetközi tekintélye a második világháborút követően olyan kiváló szakembereknek volt köszönhető, mint például A. C. Graham (1919–1991), Michael Loewe (1922–), és Denis Twitchett (1925–2006). Továbbá mindenképpen meg kell említeni Joseph Needham (1900–1995) nevét, aki biokémikusból avanzsált minden idők legelismertebb kínai tudománytörténészévé.

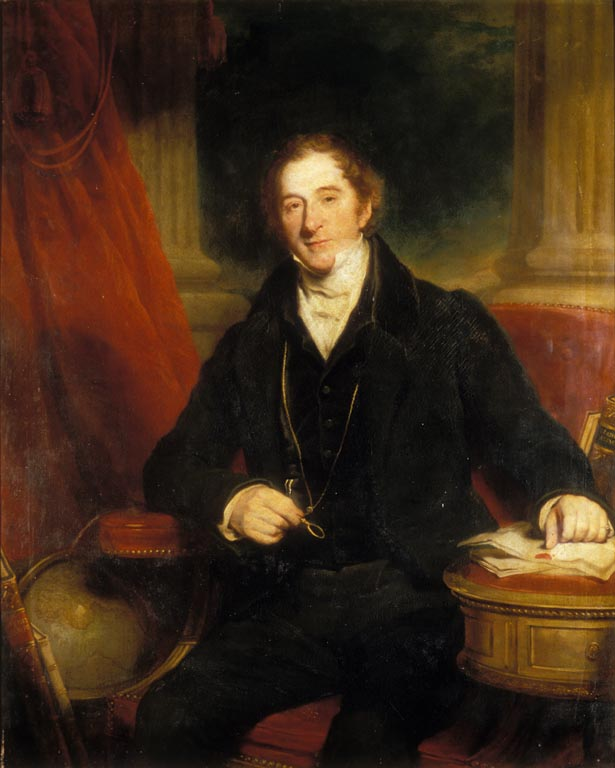
Sir George Thomas Staunton (diplomata)
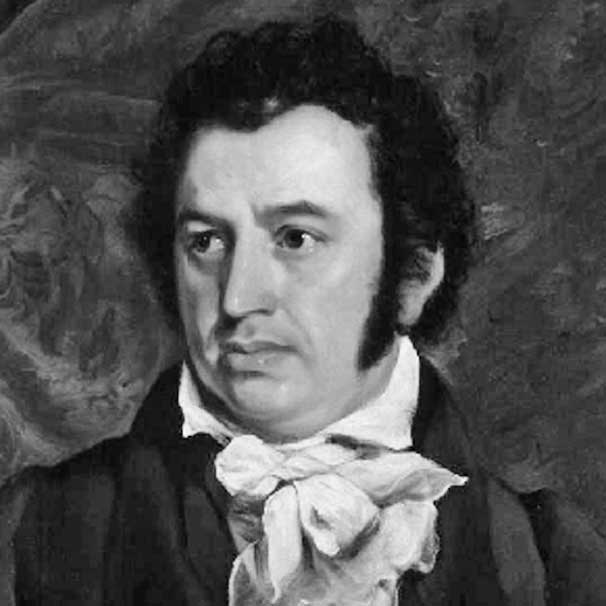
Robert Morrison (ptotestáns misszionárius)
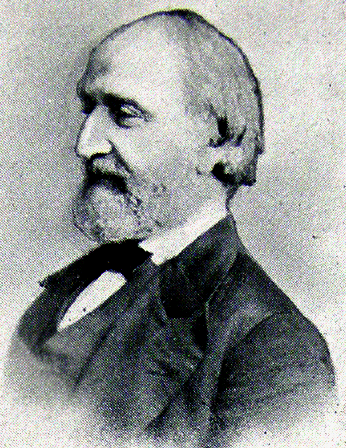
Alexander Wylie (ptotestáns misszionárius)
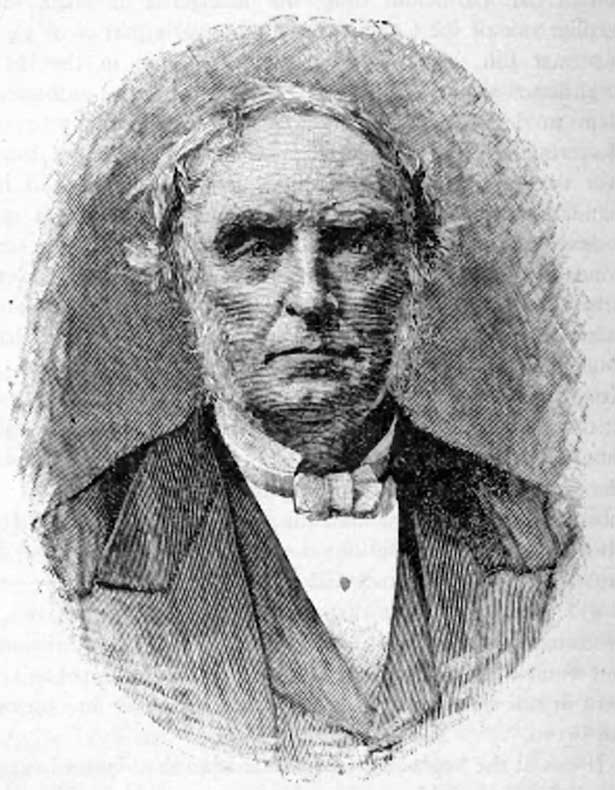
James Legge (Oxfordi Egyetem)
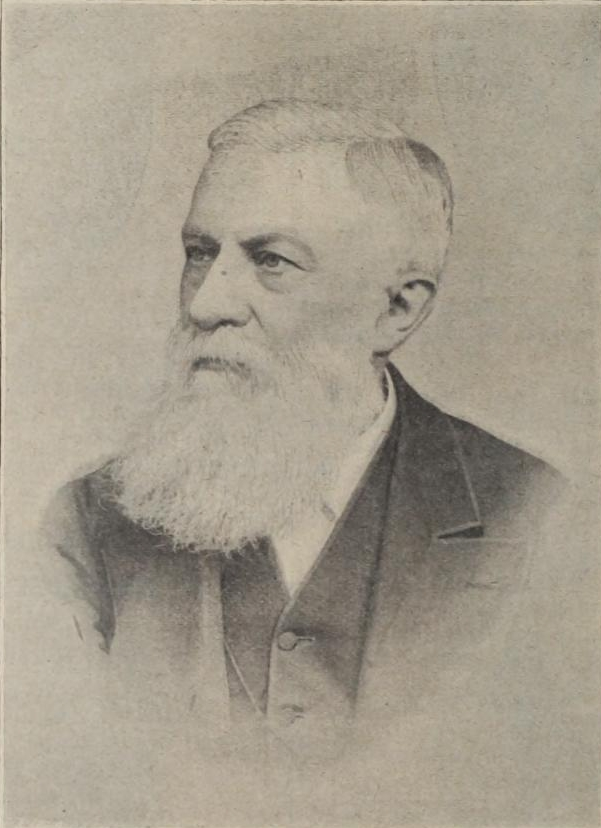
Joseph Edkins (ptotestáns misszionárius)
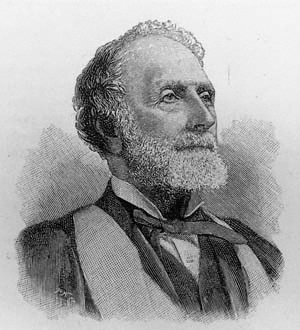
Thomas Francis Wade (Cambridge-i Egyetem)
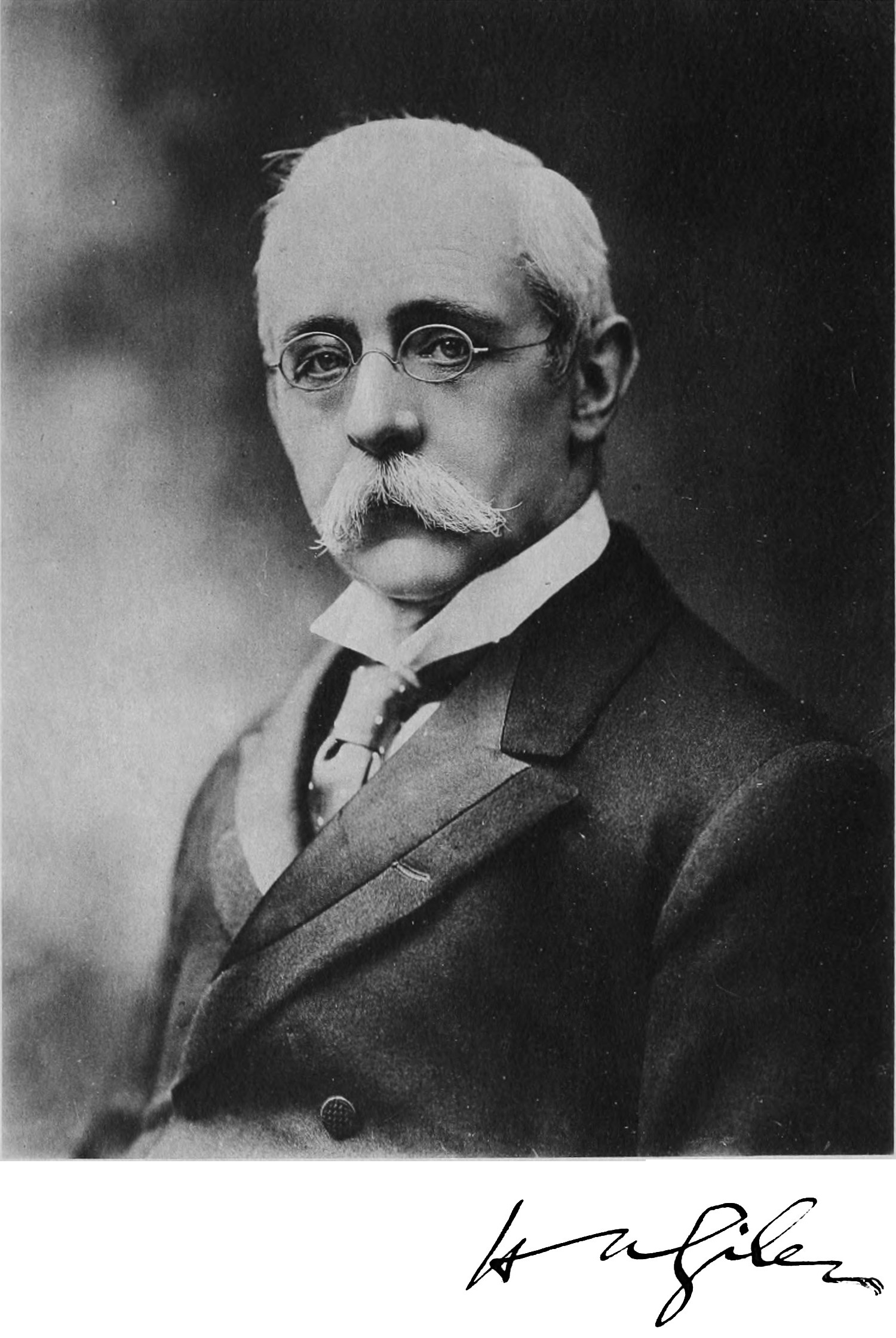
Herbert Giles (Cambridge-i Egyetem)
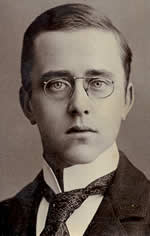
Lionel Giles (British Museum)

### A svéd sinológia
A 20. század első felében a svéd sinológia hatalmas meglepetést okozva bukkant fel a nemzetközi tudományos életben. Minden előzmény nélkül szinte egyszerre jelentkezett két kiváló szakember, akik munkásságukkal új tudományterületek alapköveit fektették le.
Bernhard Karlgren (1889–1978), aki a Göteborgi Egyetemen tanított a kínai nyelv korai állapotainak hangtani rekonstrukciós kísérletével szerzett elévülhetetlen érdemeket. Eredetileg szláv dialektológiával kezdett foglalkozni, és uppsalai, majd szentpétervári tanulmányait követően 1910 februárjában Kínába érkezett. A huszonegy éves fiatalember ekkor még egyáltalán nem tudott kínaiul. Két évig maradt Kínában, s nem csak kínaiul tanult meg kiválóan, hanem egy 3100 karakterből álló lista alapján széles körű nyelvjárásgyűjtést is végzett. Ezt követően néhány hónapig Londonban tanult, majd Párizsba ment, ahol megismerkedett Paul Pelliot-val és Henri Masperóval. 1915 májusában szerzett doktori fokozatot. Disszertációja Études sur la phonologie chinoise címen jelent meg, amellyel elnyerte a legjelentősebb szakmai díjat is. A teljes művét 1915 és 1926 között publikálta, amely az általa régi kínainak (Ancient Chinese; ma: közép kínai) nevezett, kb. 7. században beszél kínai nyelv hangtani rekonstrukcióját tartalmazta. Ezt követően Karlgren 1840-ben Grammata Serica című művében a Konfuciusz korabeli ókínai nyelv hangtani rekonstrukciójára tesz kísérletet, melynek tovább fejlesztett, javított változata, a Grammata Serica Recensa 1957-ben jelent meg.
A svéd sinológia másik nagyformátumú alakja Johan Gunnar Andersson (1874–1960), aki bányamérnökből avanzsált szakavatott régésszé, és akinek nevéhez a Henan tartományban található Jangsao (Yangshao)ban végzett régészeti feltárás fűződik. A nagyjelentőségű neolitkori kultúra 1920-as évekbeli felfedetéséről Andersson 1934-ben a Children of the Yellow Earth című könyvében ad összefoglalót.
Andersson az 1926-ban Stockholmban megnyílt Museum of Far Eastern Antiquities alkalmazásában állt. A múzeum kiadványa, az 1929-től megjelenő Bulletin of the Museum of Far Eastern Antiquities lett a svéd sinológia legfontosabb szakmai fóruma. Nem csak Karlgren és Andresson olykor könyvterjedelmű tanulmányai jelentek meg itt, de például Karlgren tanítványa, a történész Hans Bielenstein (1920–2015) is itt adta közre a Kései Han-korral kapcsolatos tudományos eredményeit az 1970-es években, négy kötetben.
A jelenkori svéd sinológusok közül említésre méltó a nyelvész, fordító Göran Malmqvist (1924–2019), a kínai hangszerek szakértője, az íróként is elismert Cecilia Lindqvist (1932–), a történész Michael Schoenhals (1953–) és a vallástörténész Fredrik Fällman (1970–).

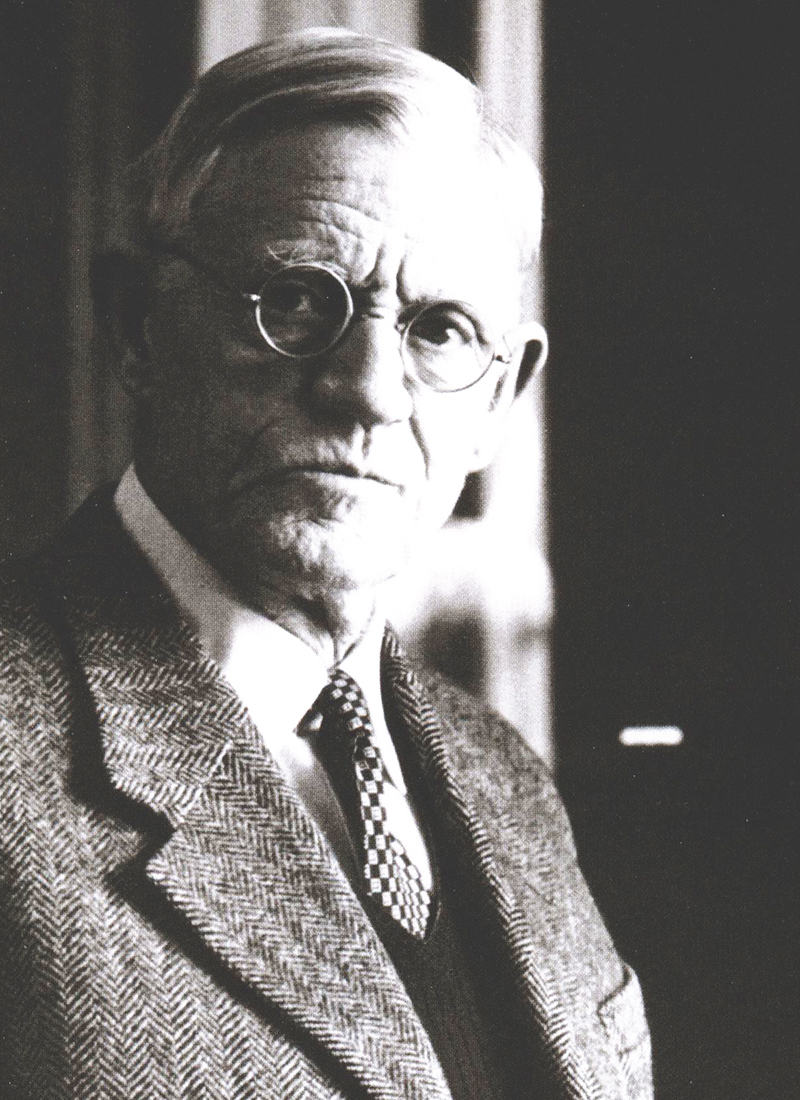
Bernhard Karlgren
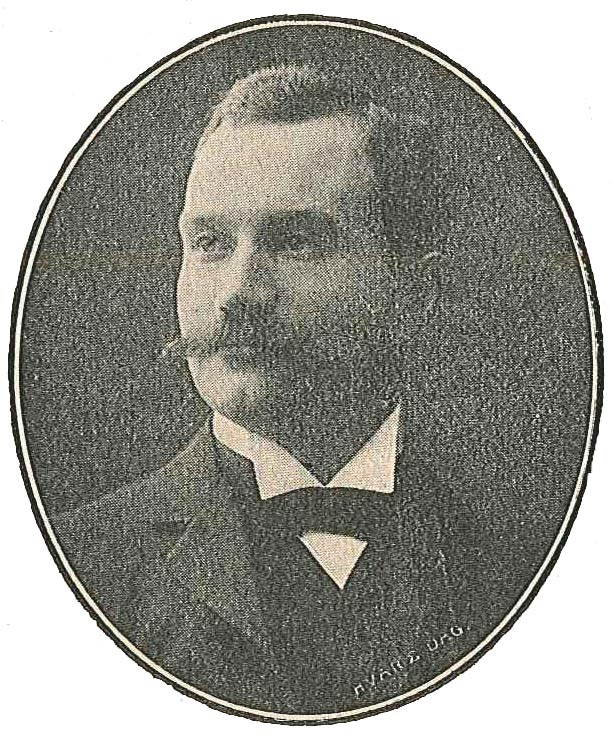
Johan Gunnar Andersson
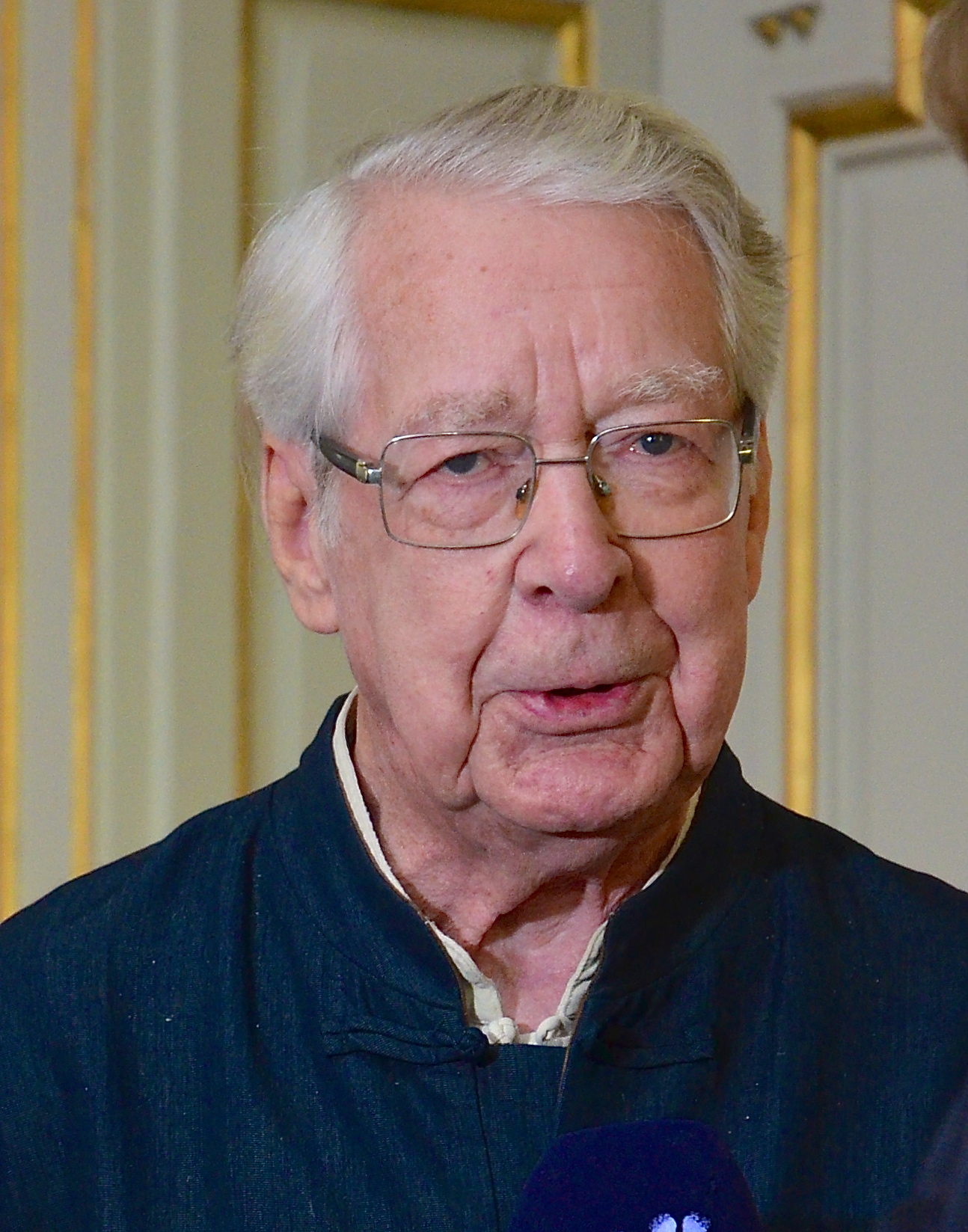
Göran Malmqvist
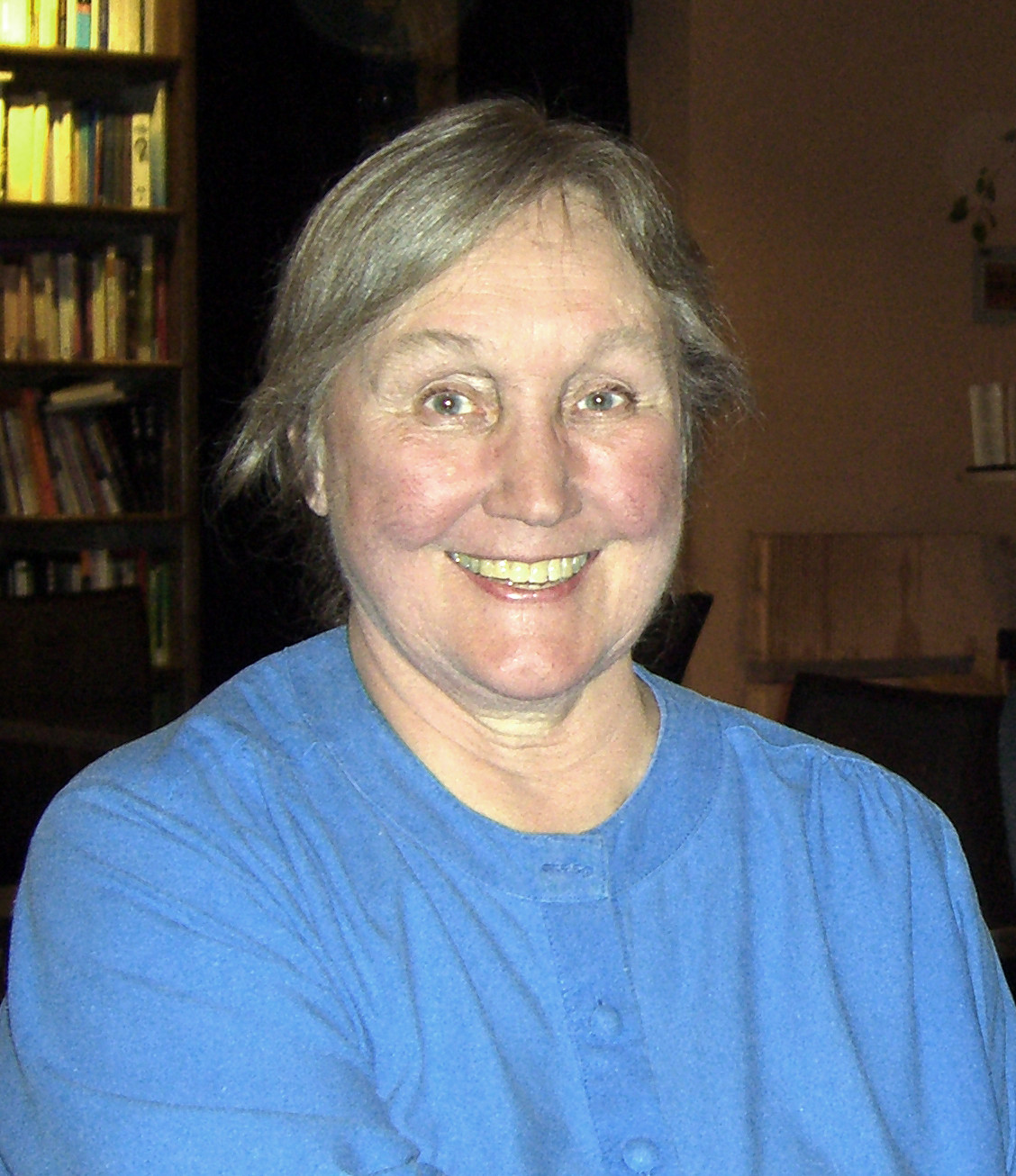
Cecilia Lindqvist

### A cseh sinológia
Az európai sinológia drámai epizódjainak egyike Csehszlovákiában zajlott le. A cseh sinológia megteremtője és elindítója Jaroslav Průšek (1906–1980) volt, aki az 1920-as években Karlgrennél tanult Göteborgban. Az itt szerzett tudását kamatoztatva jó eséllyel kiváló ókortörténész válhatott volna belőle, hiszen tudományos tevékenysége korai időszakában publikált például a Csou (Zhou)-kori közigazgatással kapcsolatban, de érdeklődése jóval szélesebb körűnek bizonyult, mint hajdani mesteréé. Kiváló szakértője lett a Ming-kori irodalomnak éppen úgy, mint a forradalmi Kína kommunista irodalmának. A prágai egyetemen általa alapított kínai tanszéket az európai sinológia egyik fellegvárának szánta, ahonnan olyan kiváló szakemberek kerültek ki, mint például Timoteus Pokora (1928–1985). Továbbá az ő kezdeményezésére jött a nemzetközi szinten is rangos cseh sinológiai folyóirat, az Archív Orientální.
Průšek 1968-ban a prágai tavasz idején éppen az Egyesült Államokban tartózkodott. Annak ellenére, hogy tisztában volt azzal, hogy a reformkísérlet bukását követően, korábbi tevékenysége miatt a rendszer ellenségének fogják tartani, mégis hazatért. Odahaza azután valóban megfosztották katedrájától és hivatása gyakorlásának lehetőségétől. A hetvenes évek közepén pincérként dolgozott, és 1980-ban hunyt el. Pokora, akit az 1968-as szerepvállalása miatt szintén eltávolítottak állásából, öt évvel később, 1985-ben hunyt el.
Az 1968 utáni időszak említésre méltó cseh sinológusai a nyelvész Oldřich Švarný (1920–2011), a Han-kori történelem és filozófia szaktekintélye Timoteus Pokora (1928–1985) és a művészettörténész Josef Hejzlar (1927–2012).
A cseh sinológia jelenkori „nagy öregjei” a klasszikus kínai szépirodalom és filozófiai művek jeles tolmácsolója Oldřich Král (1930–2018), az irodalmár Zdenka Heřmanová (1930–) és a leginkább a tibetológiai kutatásaival érdemeket szerzett Josef Kolmaš (1933–2021), az őket követő, fiatalabb sinológus nemzedéket pedig a mongolistaként is ismert Jiří Šíma (1943–), valamint Vladimír Liščák (1954–), Vladimír Ando (1955–), Lucie Olivová (1956–), Olga Lomová (1957–) és Ľubica Obuchová (1959–) képviseli.

### A német sinológia
A német sinológia jelentősebb előzmények nélkül vette kezdetét olyan kiváló szakemberekkel, mint például a hittérítő Richard Wilhelm (1873–1930), a pszichológus Carl Gustav Jung híve és csodálója. Wilhelm talán legjelentősebb sinológiai eredménye a Ji csing (Ji jing) német fordítása, amely nem csupán Jungra volt nagy hatással, de a világ is leginkább ennek révén ismerhette meg az ősi kínai jóskönyvet, amely a konfuciánus kánon részét is képezi. Wilhelm misszionáriusként éveken át egy egyházi iskolát igazgatott Santung (Shandong) tartományban. Ott tartózkodása alatt fokozatosan eltávolodott eredeti küldetésétől, és mint megjegyezte: „Abban, hogy hittérítőként elbuktam, az jelentett vigaszt, hogy mindeközben egy egyszerű kínaivá váltam.”
A német sinológia előfutárai között meg kell említeni a Berlini Egyetemen tevékenykedő Otto Frankét (1863–1946), aki 1930-ban kezdte el kiadni több kötetes kínai történelem könyvét, de a náci rezsim hatalomra jutása és a második világháború miatt csak jóval halála után, 1952-ben jelenhetett meg teljes egészében.
Németországban Berlin mellett más, fontosabb egyetemeken, például Lipcsében és Münchenben is alakultak kínai tanszékek. A két világháború között a német sinológia legfontosabb szakmai kiadványának a Bruno Schindler (1881–1964) Asia Major számított. A Nemzeti Szocialista Párt felemelkedésével a nemkívánatos származású, vagy nem megfelelő ideológiával rendelkező tudósok vagy maguktól távoztak, vagy elmozdították őket pozícióikból. A német vezető sinológusok zöme is emigrációba vonult. Schindler Angliába ment, ahol újjáélesztette az Asia Majort. Hozzá csatlakozott másik két kiváló sinológus, Walter Simon (1893–1981) és a cseh származású Gustav Haloun (1898–1952) is. A magyar történész, Balázs István először Németországba vándorolt ki, s tudományos karrierje is itt kezdődött, a nácik elől azonban Franciaországba menekült, ahol Később a Sorbonne egyik legkiválóbb, immár francia sinológusává vált. Karl Wittfogel (1896–1988) és Wolfram Eberhard (1909–1989) az Egyesült Államokat választották új hazájukként. Wittfogel a washingtoni Columbia Egyetem, Eberhard pedig a Berkeley vezető sinológus professzora lett.
A második világháború végére Németország említésre méltó sinológus nélkül maradt. Csak nagyon lassan és hatalmas erőfeszítések árán sikerült újrateremteni a tudományágat olyan, a fiatalabb nemzedéket képviselő tudósoknak köszönhetően, mint Wolfgang Franke (Otto Franke fia; 1912–2007) Hamburgban és Wolfgang Bauer (1930–1997) Münchenben.
A tudományos sinológiához közvetve kapcsolódik Franz Kuhn (1884–1961) munkássága, aki a klasszikus kínai regények fáradhatatlan német nyelvű tolmácsolója volt. Számos Ming- és Csing (Qing)-kori regénynek hosszú évtizedeken keresztül az fordításaiból készült a francia, az angol vagy épp a magyar fordítása is.

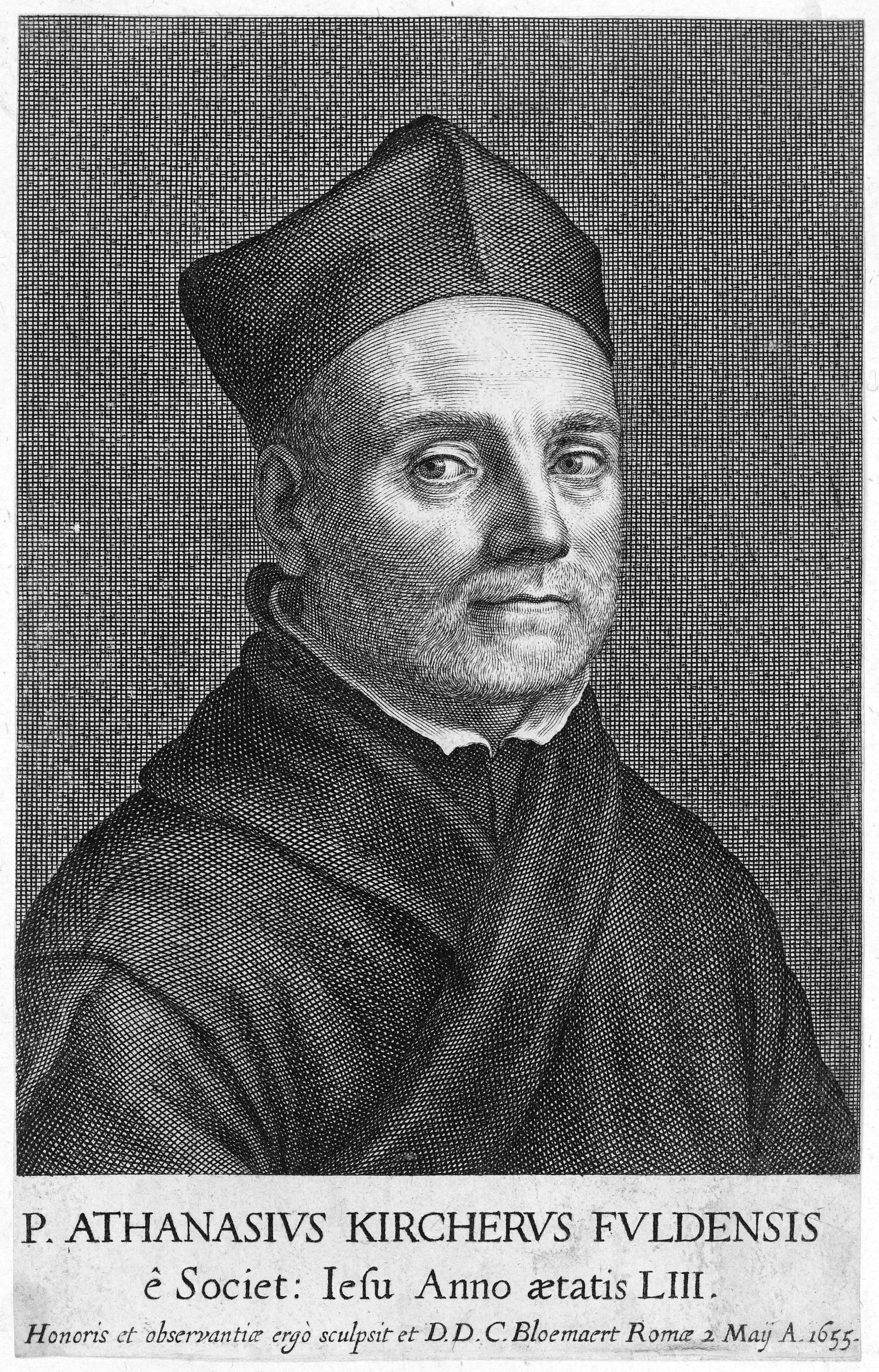
Athanasius Kircher (jezsuita tudós)
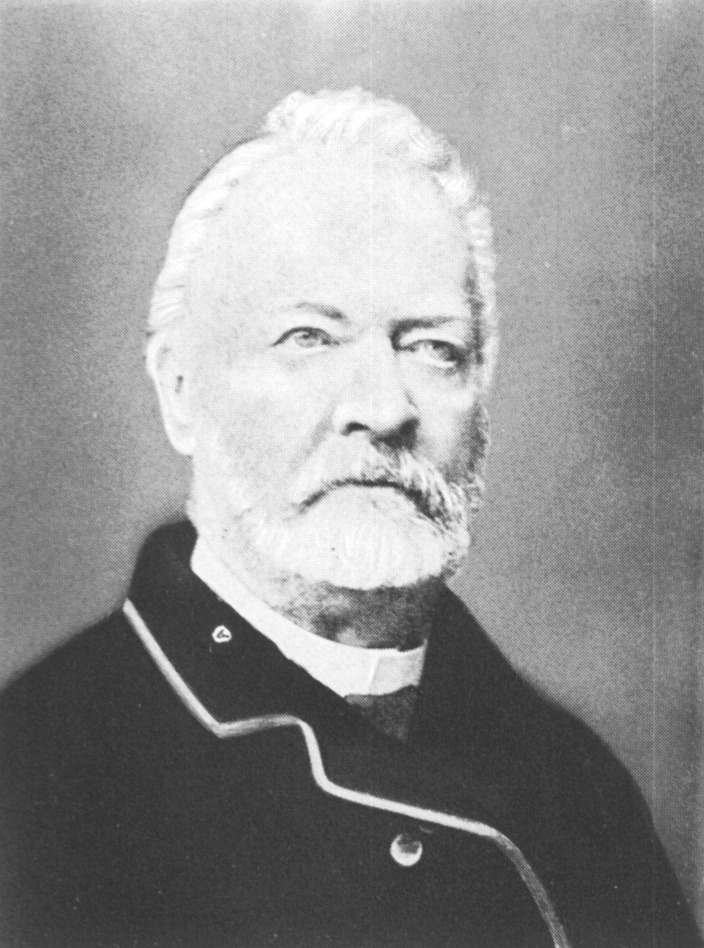
Wilhelm Schott (Berlini Egyetem)
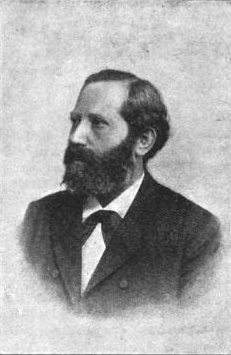
Carl Arendt (Berlini Egyetem)
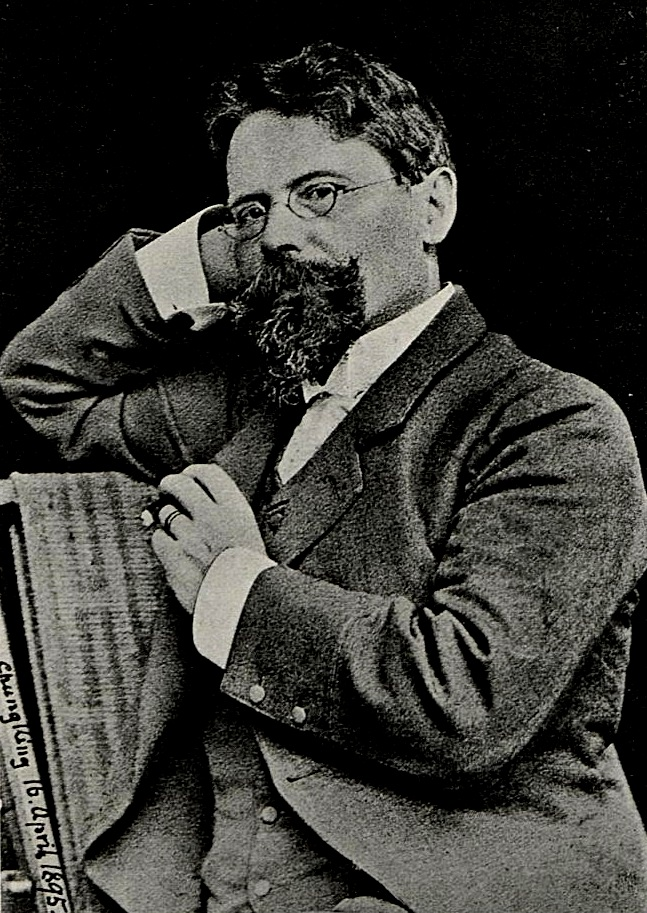
Friedrich Hirth (Columbia Egyetem)
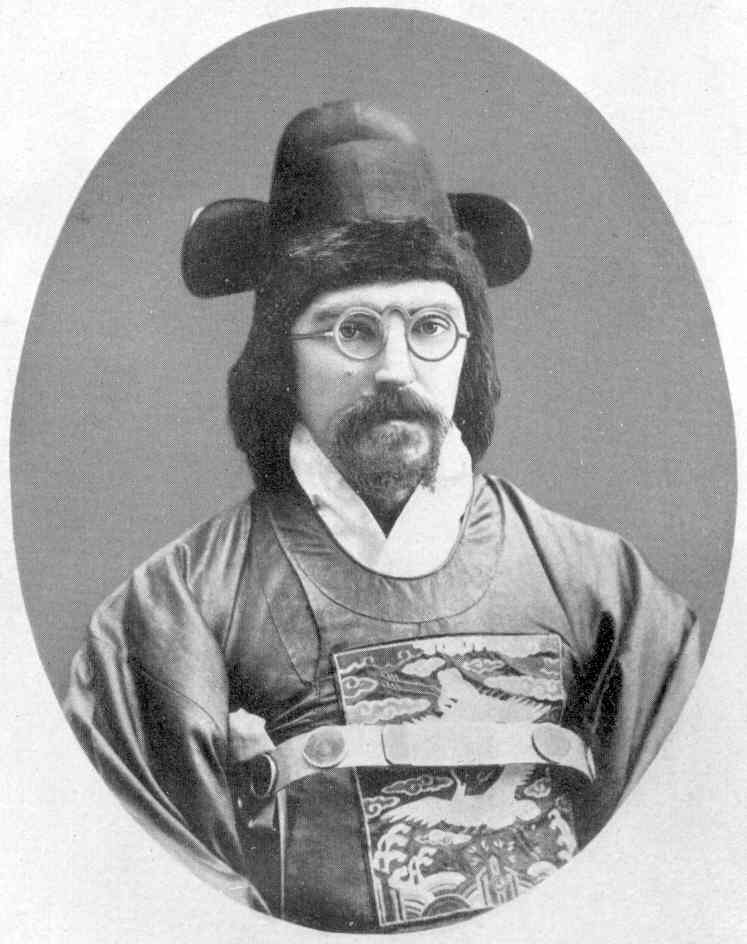
Paul Georg von Möllendorff (diplomata)
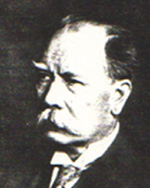
Alfred Forke (Berlini Egyetem)
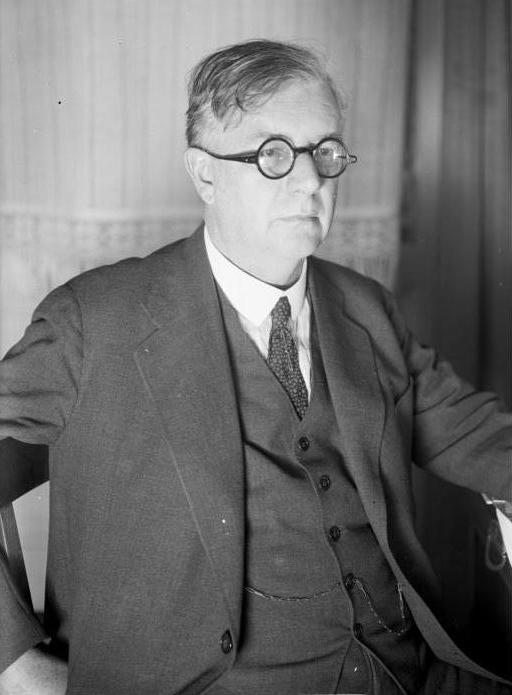
Richard Wilhelm (Frankfurti Egyetem)
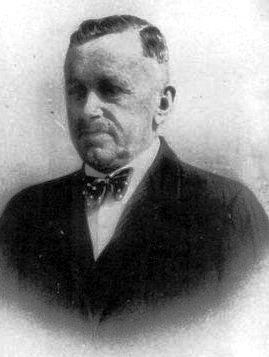
Alexander von Staël-Holstein (Pekingi Egyetem)
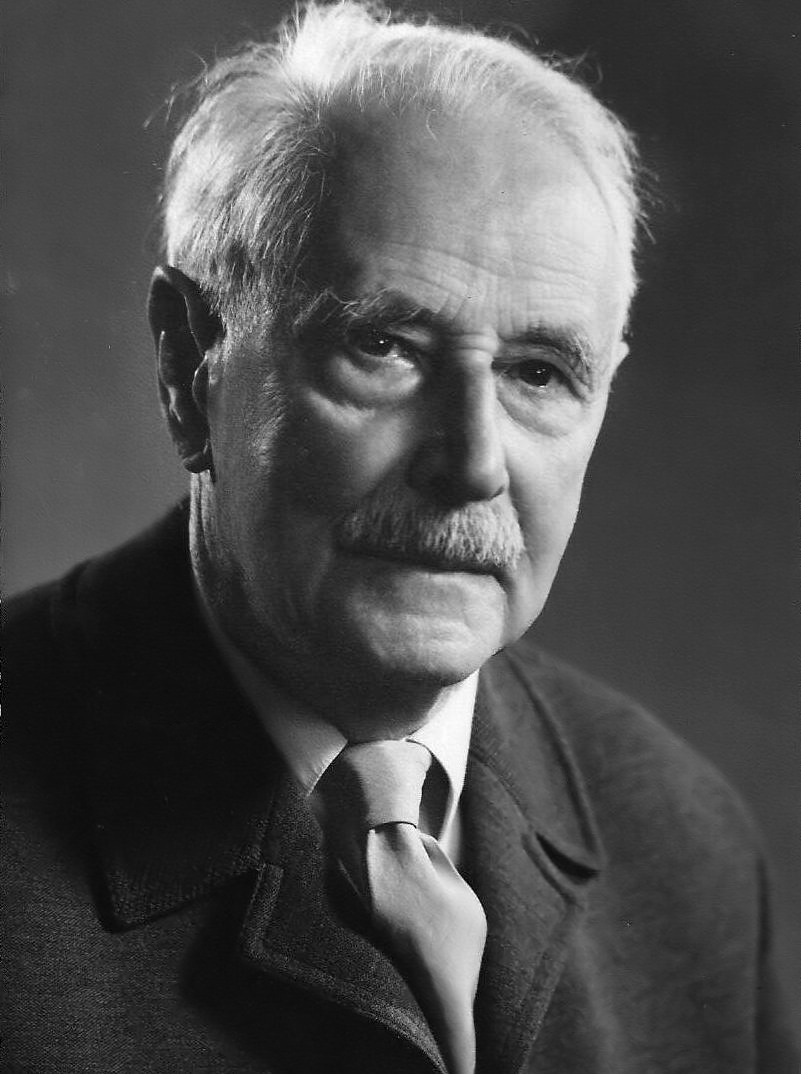
Walter Liebenthal (Tübingeni Egyetem)

### Az orosz sinológia
Annak ellenére, hogy az orosz sinológia a 19. században még az európai sinológia élmezőnyéhez tartozott, a 20. században egyáltalán nem játszott jelentősebb szerepet a nyugati sinológiában. Ennek alapvetően három oka volt. Az első, hogy Németországhoz hasonlóan, drasztikus politikai átalakulás miatt a század elején a vezető értelmiség – köztük a sinológusok is – elhagyták az országot. Így került példának okáért Szergej Grigorjevics Jeliszejev (1889–1975) a Harvardra, ahol az 1928-ban alapított Harvard-Yenching Institute első igazgatója lett, vagy Pjotr Alekszejevics Budberg (1903–1972) a zseniális filológus ikon a Berkeley-re. A második ok a marxista ideológiával átitatott szemlélet és módszer, amelyet a keleti blokk sinológusait leszámítva a nemzetközi tudomány meglehetős szkepticizmussal szemlélt és kritikával bírált. A harmadik ok, hogy a szovjet-orosz sinológusok jellemzően oroszul publikáltak, ezért nemzetközi szinten, az egyébként sok esetben értékes tudományos eredményeik is ismeretlenek maradtak mind a mai napig.
Nyikita Jakovlevics Bicsurin (1777–1853), Pjotr Ivanovics Kafarov (1817–1878), Vaszilij Pavlovics Vasziljev (1818–1900), Konsztantyin Andrianovics Szkacskov (1821–1883), Pavel Sztyepanovics Popov (1842–1913), Szergej Mihajlovics Georgijevszkij (1851—1893), Alekszej Oszipovics Ivanovszkij (1863–1903), Vaszilij Mihajlovics Alekszejev (1881–1951), Alekszandr Alekszandrovics Dragunov (1900–1955), Nyikolaj Ioszifovics Konrad (1891–1970), Julian Konsztantyinovics Suckij (1897–1938), Borisz Alekszandrovics Vasziljev (1899–1937), Ilja Mihajlovics Osanyin (1900–1982), Alekszej Alekszandrovics Stukin (1904–1963), Vitalij Aronovics Rubin (1923–1981), Szergej Jevgenyjevics Jahontov (1926–2018), Leonard Szergejevics Perelomov (Леона́рд Серге́евич Перело́мов; 1928–2018), Vitalij Fjodorovics Feoktyisztov (1930–2005), Leonyid Szergejevics Vasziljev (Леонид Сергеевич Васильев, 1930–2016), Olga Pavlovna Frolova (Ольга Павловна Фролова; 1931–2020), Borisz Lvovics Riftyin (1932–2012), Jevgenyij Kicsanov (1932–2013), Oleg Jefimovics Nyepomnyin (Олег Ефимович Непомнин; 1935–2020), Viktor Nyikolajevics Uszov (Виктор Николаевич Усов, 1943–), Artyom Igorevics Kobzev (Артём Игоревич Кобзев; 1953–), Jevgenyij Alekszejevics Torcsinov (1956–2002)

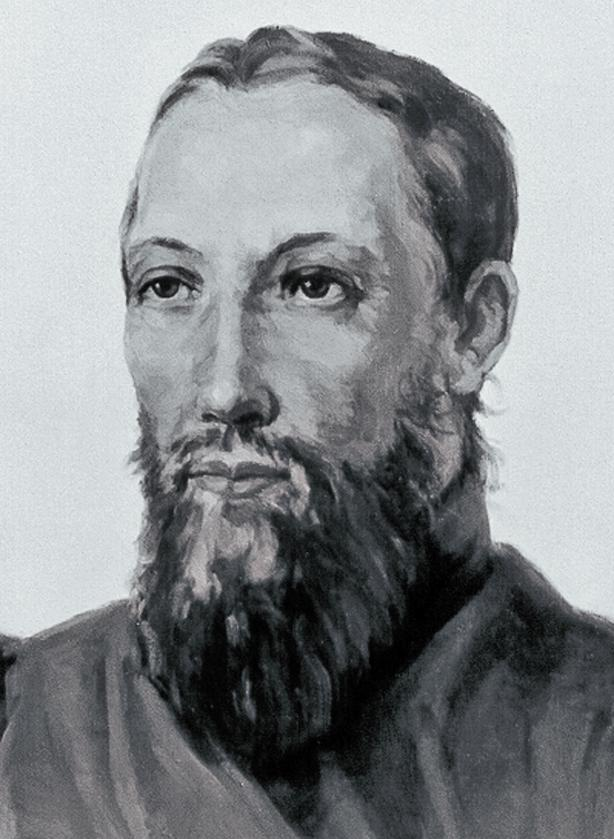
Ny. J. Bicsurin
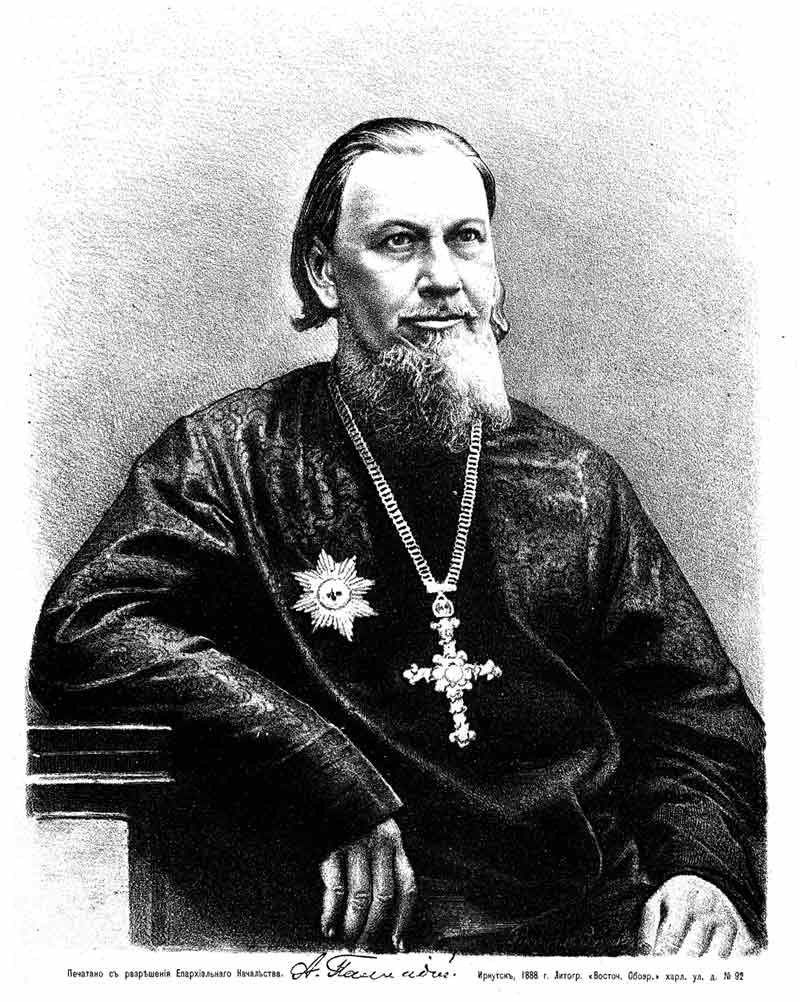
P. I. Kafarov
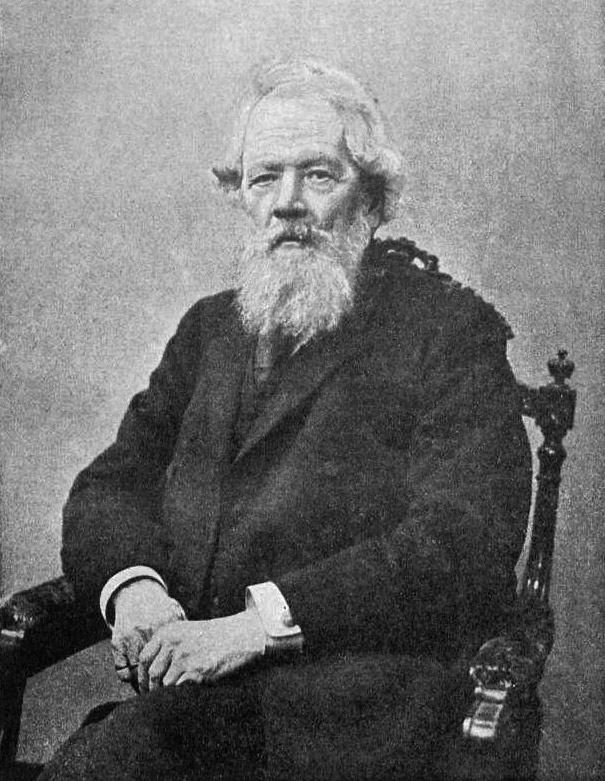
V. P. Vasziljev
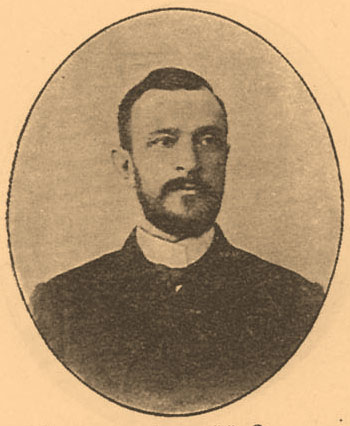
A. O. Ivanovszkij
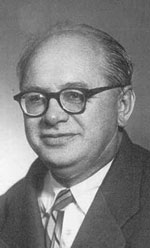
I. M. Osanyin
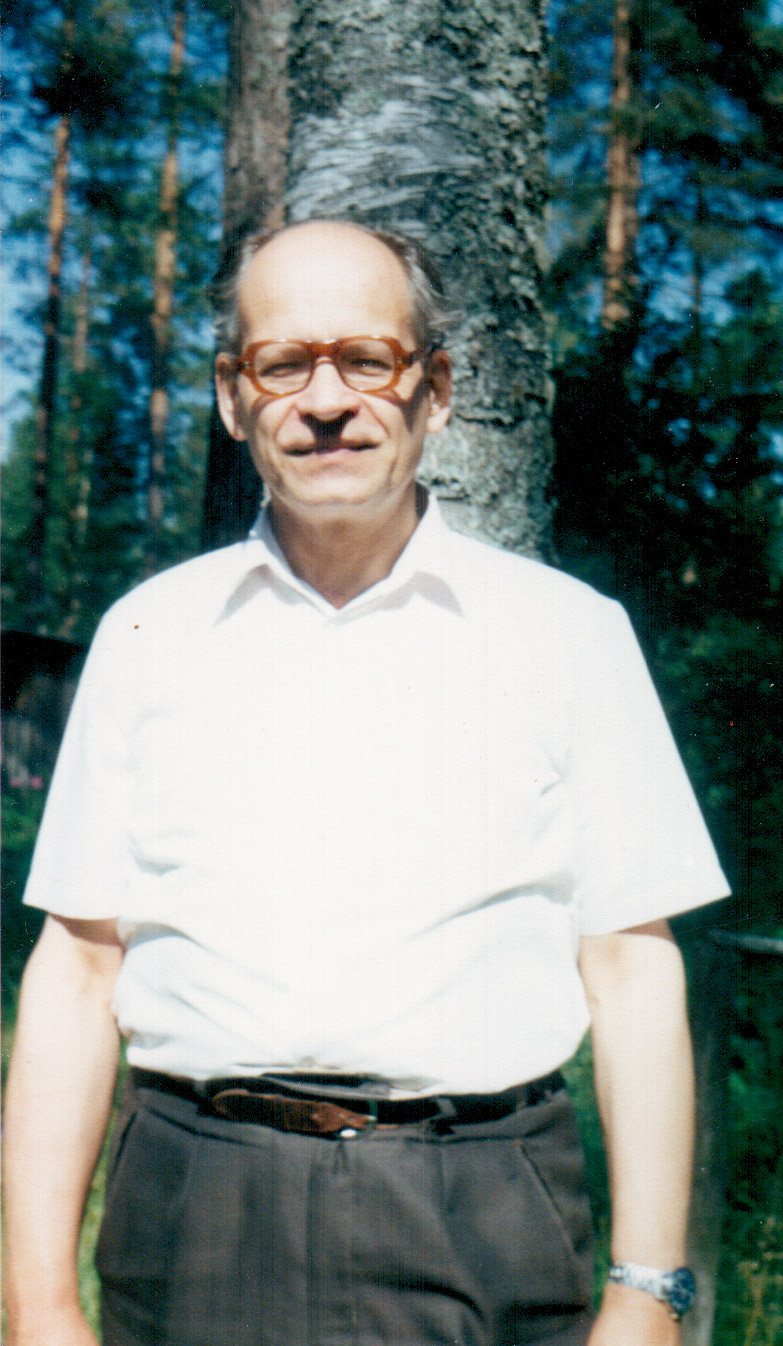
Sz. J. Jahontov
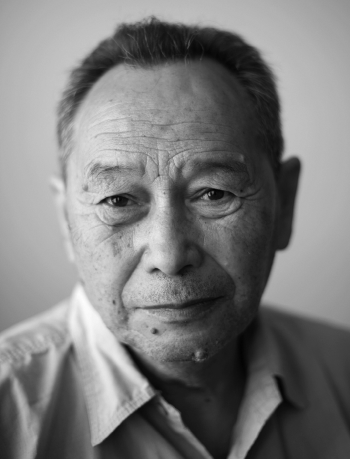
L. Sz. Perelomov
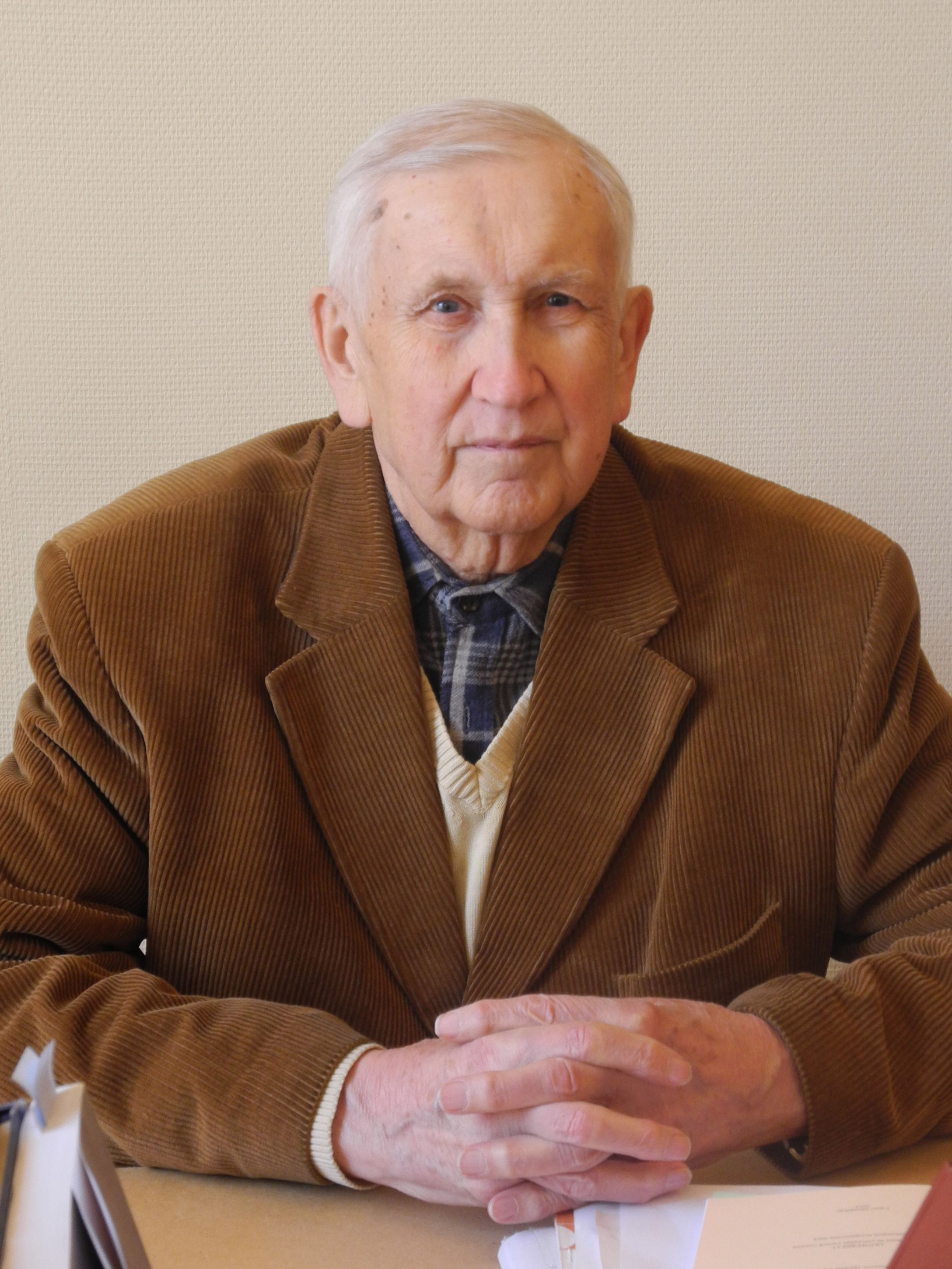
J. I. Kicsanov
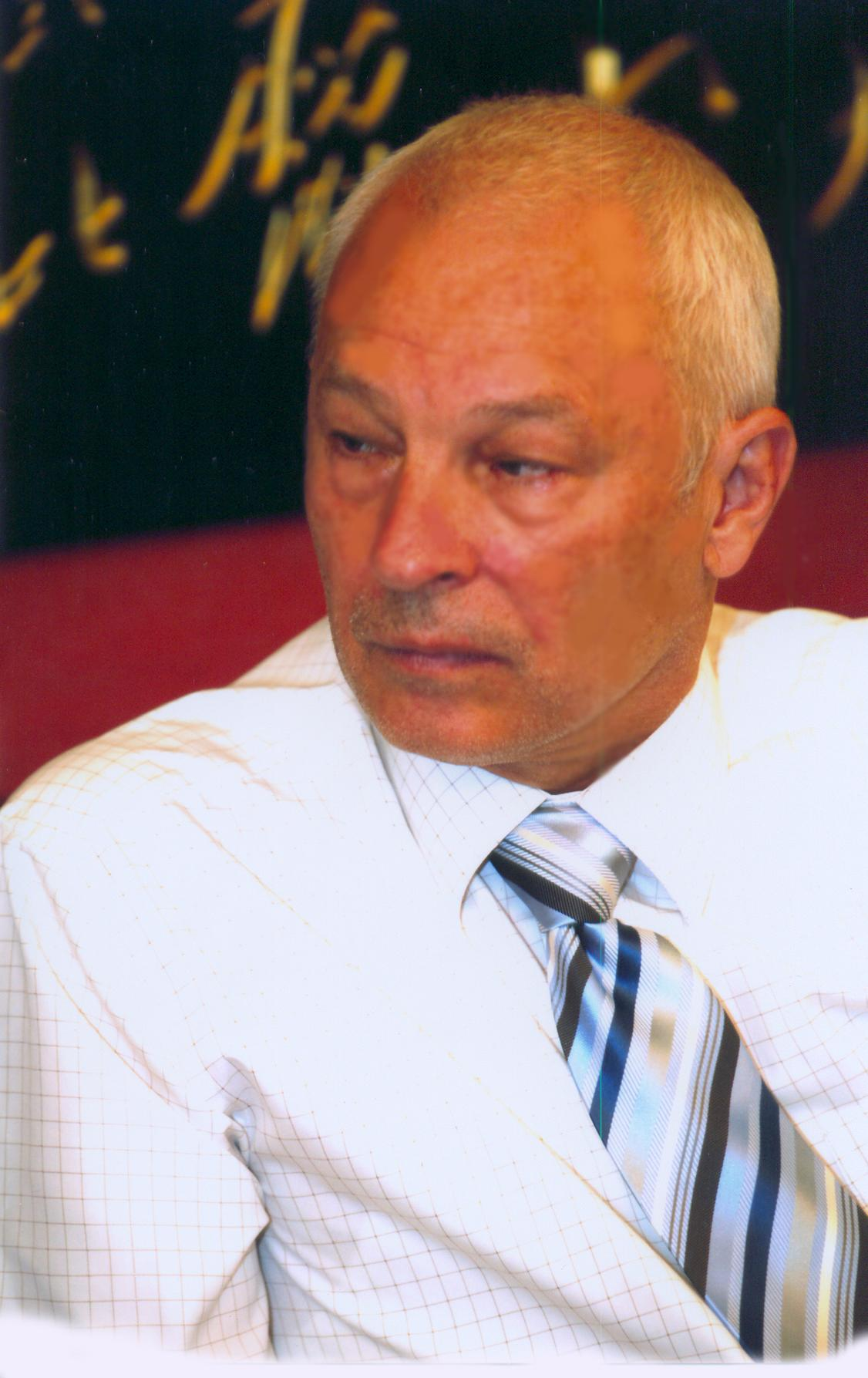
V. Ny. Uszov
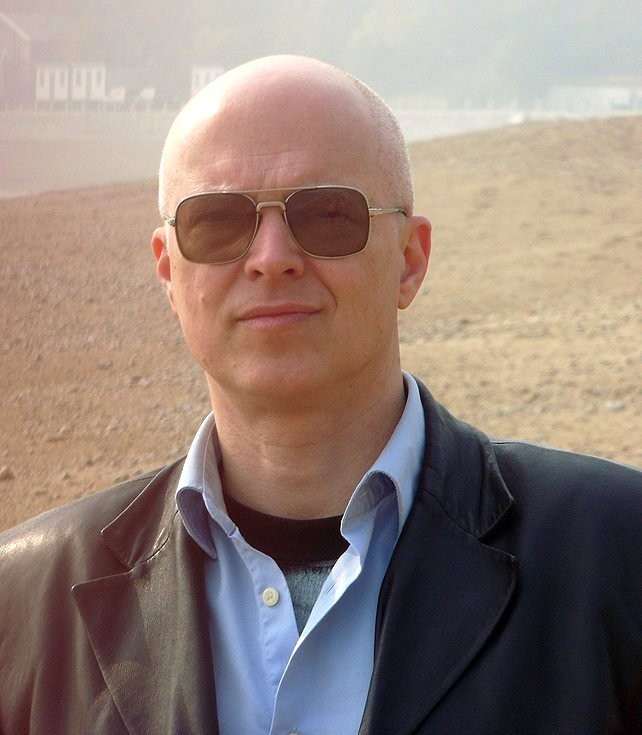
A. I. Kobzev
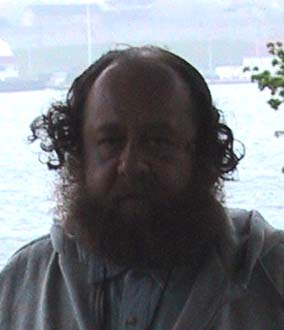
J. A. Torcsinov

### Az ausztrál sinológia
Az európai hagyományokból merítő ausztrál tudományos igényű sinológia elindulása az 1950-es évekre tehető, amelynek központja máig a canberrai Ausztrál Nemzeti Egyetemen Távol-keleti Történelem és Kína tanszéke.
Jelentősebb ausztrál sinológusok: Robert Henry Mathews (1877–1970), Charles Patrick Fitzgerald (1902–1992), Pierre Ryckmans (1935–2014), Rafe de Crespigny (1936–), Mark Elvin (1938–), Colin Mackerras (1939–), John Minford (1946–) és Jonathan Unger (1946–).

### Az amerikai sinológia
Az Egyesült Államokban a sinológia kutatások az 1920-as végén, és az az 1930-as években indultak olyan úttörő szakemberek munkájának köszönhetően, mint George A. Kennedy (1901–1960) a Yale-en, aki Haloun tanítványa volt, Derk Bodde (1909–2003) a Pennsylvania-i Egyetemen, aki Duyvendaktól tanult, vagy John K. Fairbank (1907–1991), aki Oxfordban szerzett doktori fokozatot.
A második világháborút megelőzően az amerikai sinológia az európai iskola egyenes ági folytatója volt, amelynek hagyományait olyan nagyformátumú sinológusok fektették le, mint a francia Pelliot és Maspero, akik munkásságát a korai amerikai szakemberek is mintaértékűnek tartották.
A második világháborút követően olyan további kiváló szakemberek bukkantak fel, mint Arthur F. Wright (1913–1976; Stanford, Yale), David Shepherd Nivison (1923–2014; Stanford) és Denis Twitchett (1925–2006; kezdetben a Cambridge-i Egyetemen, majd később a Princetonton).
A sinológián belül, a történelmi, filológiai kutatások mellett az amerikai sinológia mindig is nagy hangsúlyt fektetett a társadalomtudományokra. Ennek egyik első, kiemelkedő szakemberének számít az antropológus G. William Skinner (1925–2008; kezdetben a Cornellen, később a Stanfordon), akinek „Marketing and Social Structure in Rural China” című tanulmánya három részben jelent meg a Journal of Asian Studiesban 1964–65-ben. Skinner cikke már egyértelműen szembefordult a bőséges, és kínos precíz lábjegyzeteléssel dolgozó európai iskola módszerével. Az amerikai tudománytörténészek ekkortól számítják az amerikai sinológiának az európai, különösen a francia tradíciókról történő elszakadását, és az önálló módszertan kialakulásának kezdetét.
Skinner mellett ennek az új iskolának a másik jelentős képviselője Fairbank tanítványa Joseph R. Levenson (1920–1969) volt. E vezető sinológusok alapvető álláspontja az volt, hogy kutatásoknak alapvetően viszonylagosnak kell lenniük ahhoz, hogy a tudósok még életükben választ tudjanak adni, csakugyan „jelentős” kérdésekre, míg ezzel szemben klasszikus, „kultúrával átitatott” (steeped-in-culture) módszerét irreális ábrándnak tartották. Egyetlen magányos hangként Frederick W. Mote (1922–2005; Princeton) szállt velük szembe, aki a Washingtoni Egyetemen védelmezte a régi hagyományokat.
Az Egyesült Államok egy legjelentősebb orientalisztikai és egyben sinológiai centrumának a bloomingtoni Indiana Egyetem számít. Ez olyan nagy elődöknek köszönhető, mint például a történész Teng Ssu-yü (1906– 1988), aki 1942-ben, fairbank alatt szerzett doktori fokozatot, és 1950-ben került az egyetemre, illetve a Yale-en doktorált Liu Wu-chi (1907–2002), aki 1961-ben kezdte meg az egyetemen a kínai irodalommal kapcsolatos kutatásait.
Az Egyesült Államokban jelenleg több száz college-ban és egyetemen zajlik kelet-ázsiai tematikájú kutatás a legkülönbféle program kereti között. 2011-ben mintegy 35 kifejezett sinológiai tárgyú programot tartottak számon. Ezekhez szorosan kapcsolódnak a kanadai egyetemeken (British Columbia Egyetem, McGill Egyetem, Torontói Egyetem) futó sinológiai kutató programjai.

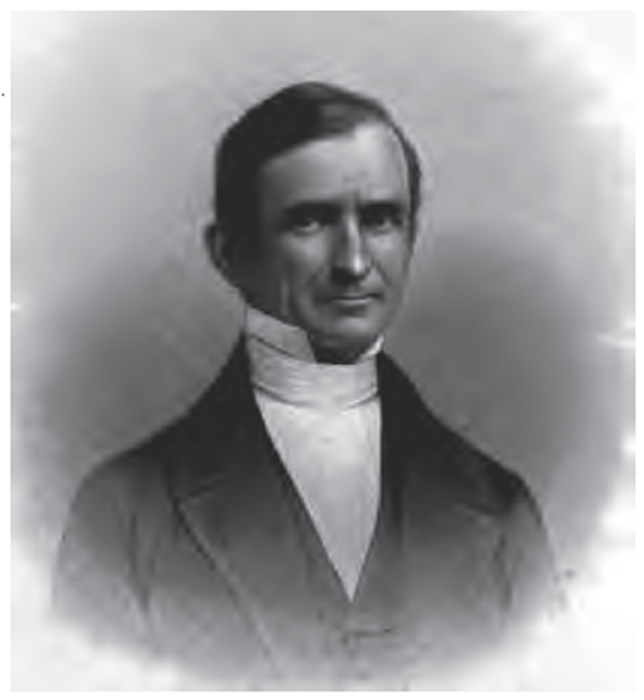
Elijah Coleman Bridgman (ptotestáns misszionárius)
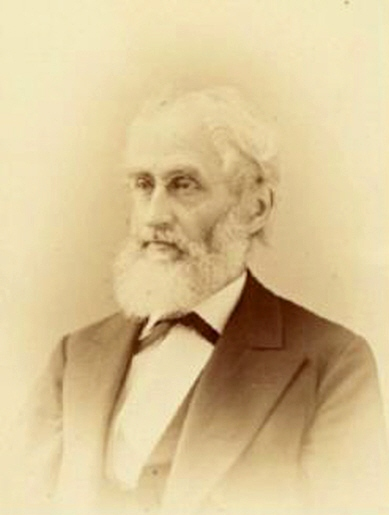
Samuel Wells Williams (ptotestáns misszionárius, Yale Egyetem)
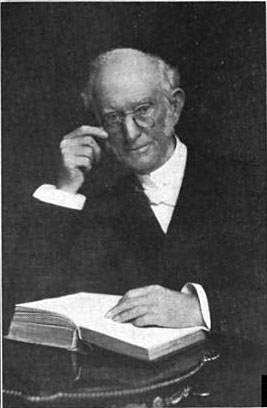
Robert Samuel Maclay (ptotestáns misszionárius)
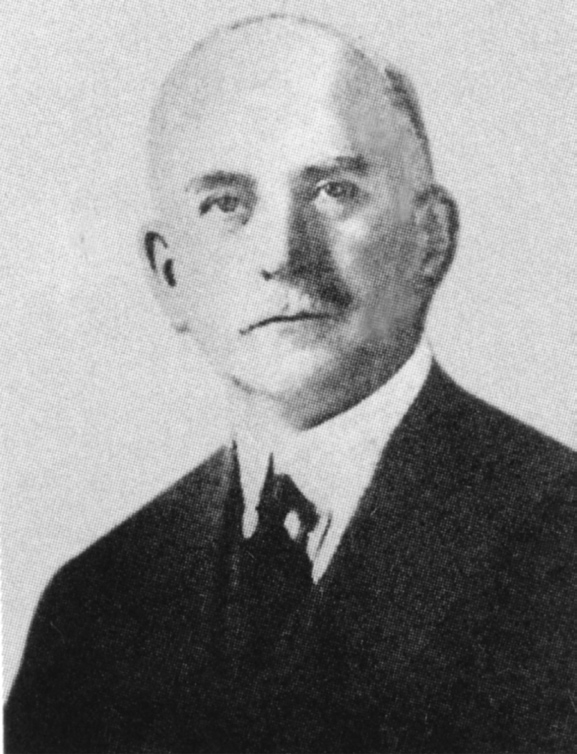
John Calvin Ferguson (műgyűjtő)
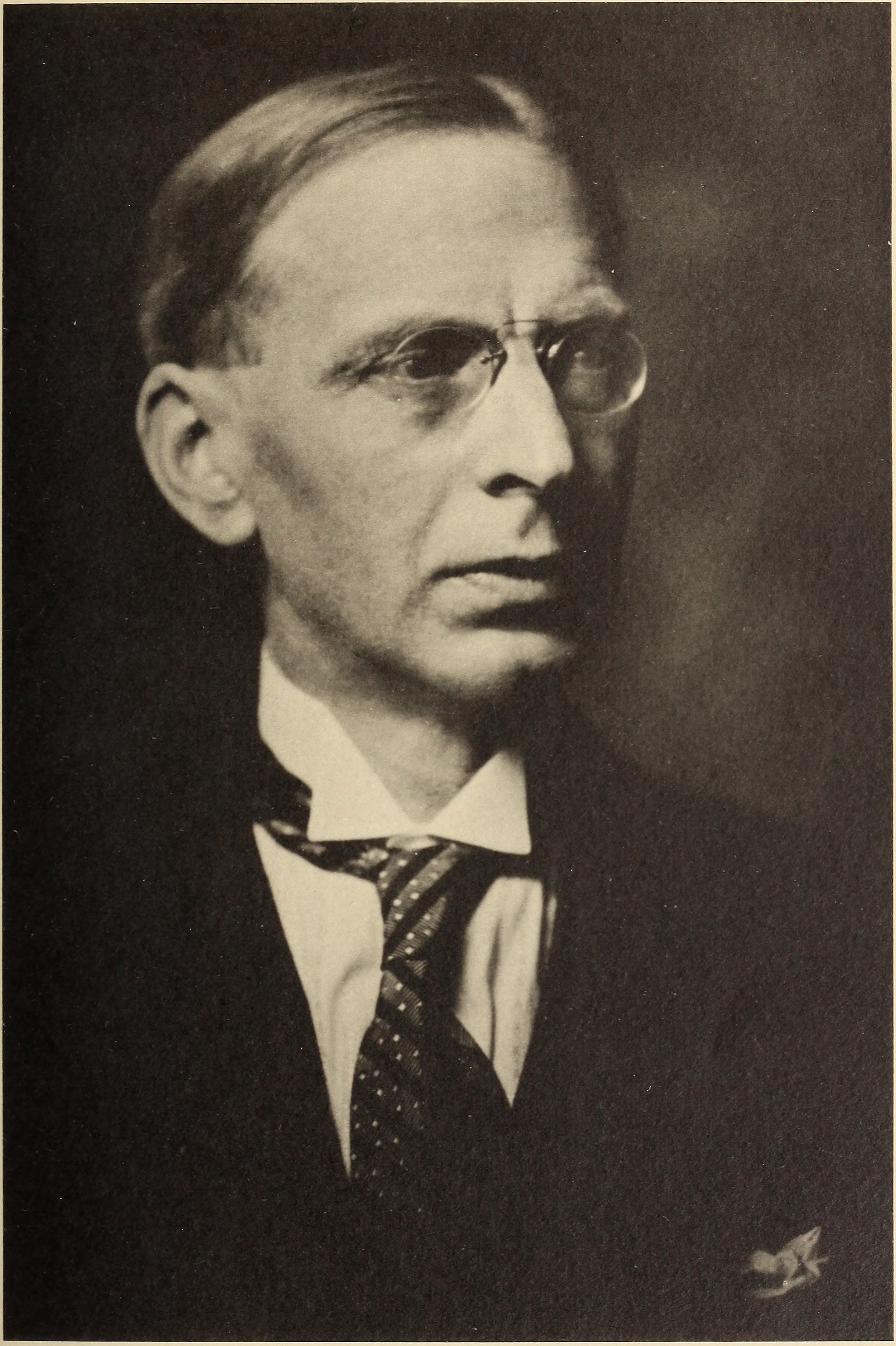
Berthold Laufer (Columbia Egyetem)
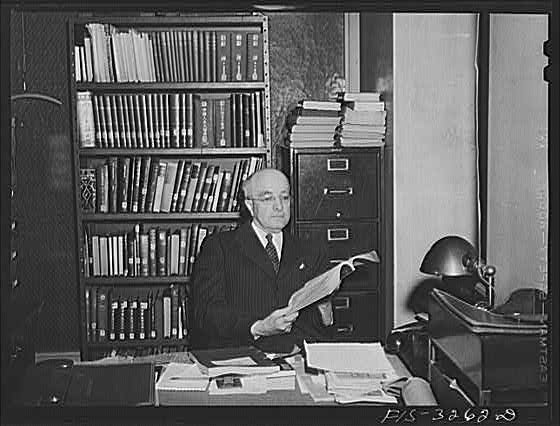
Arthur W. Hummel (Kongresszusi Könyvtár)
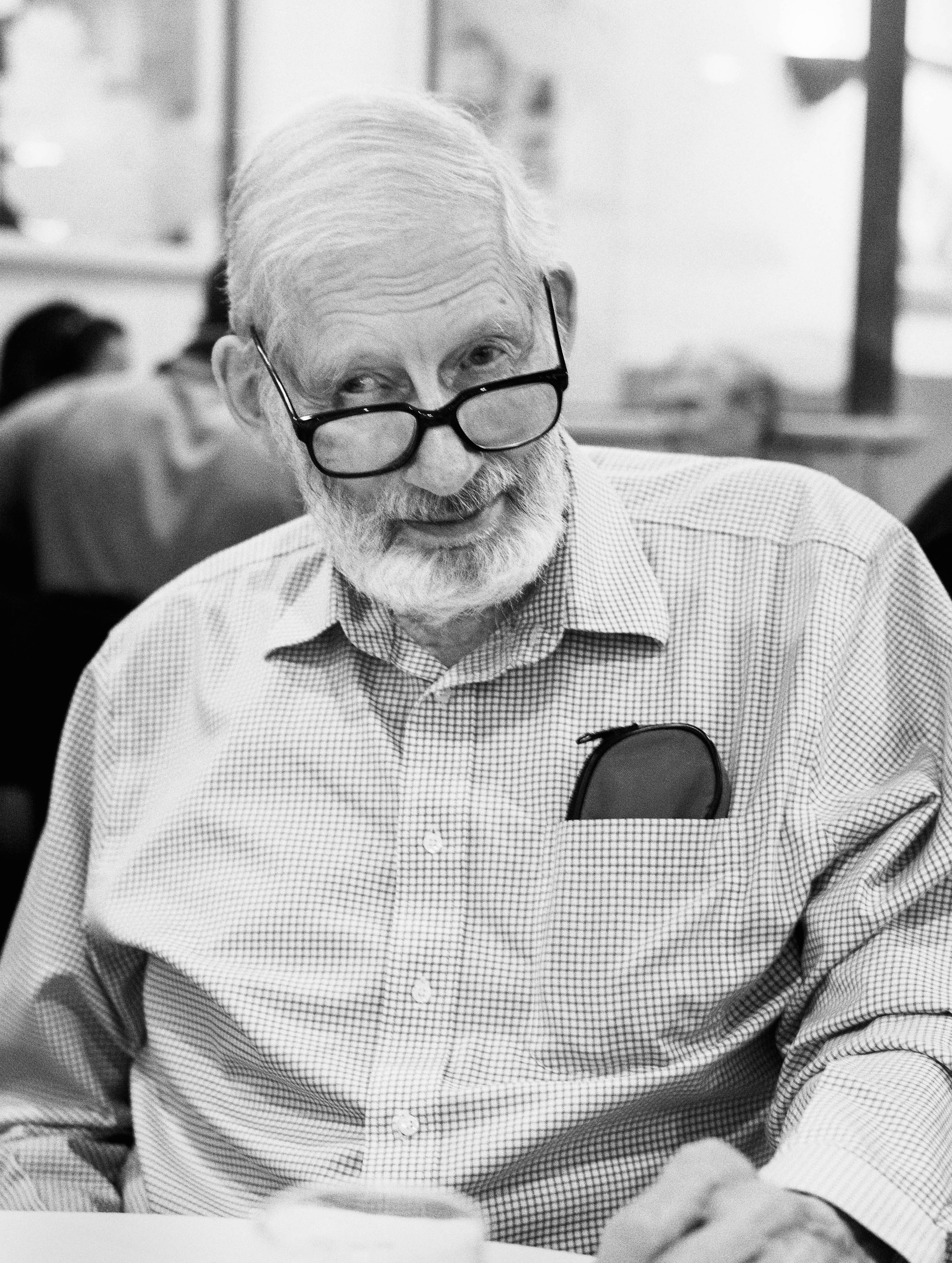
David Shepherd Nivison (Stanford Egyetem)
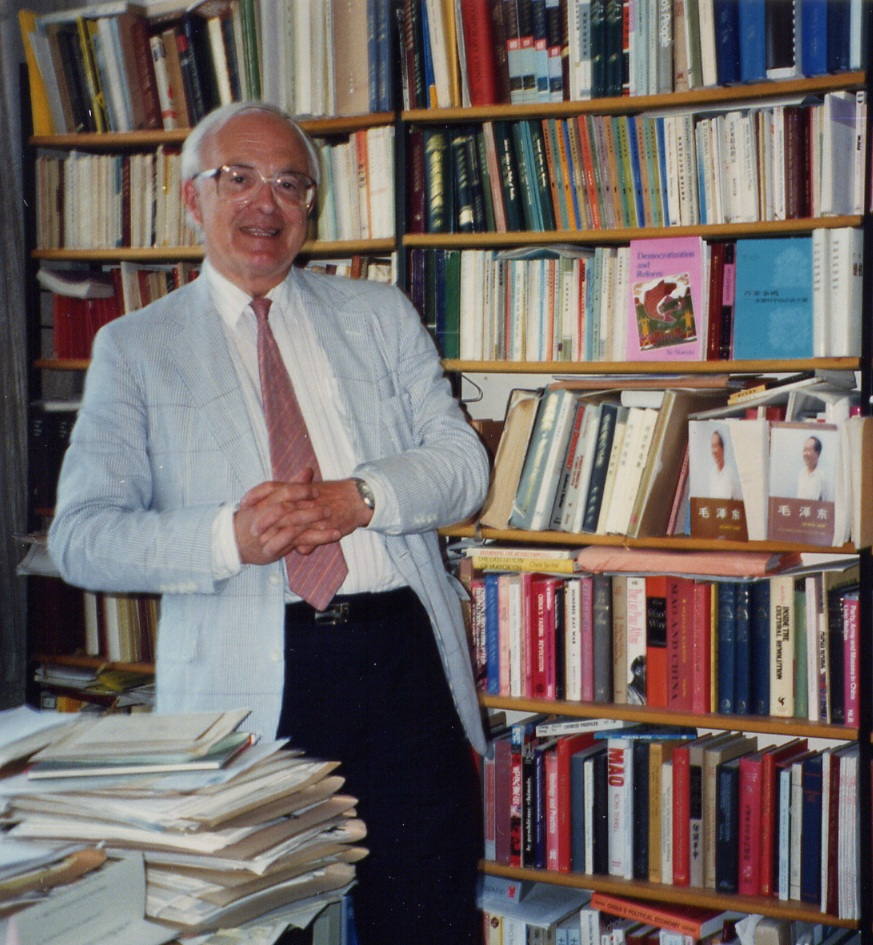
Stuart R. Schram (Harvard Egyetem)
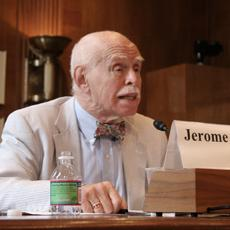
Jerome A. Cohen (New York University School of Law)

## A magyar sinológia

### Az első magyarok Kínában
A magyar–kínai kapcsolatok a 14. századra nyúlnak vissza, amikor is egy 1337-ben indult pápai követség tagjaként bizonyos Illés barát eljutott Üzbég kánnak a mai Kína területén található udvarába, alig pár évvel később – 1341-ben – szintén a pápai követség tagjaként egy másik magyar szerzetes, bizonyos Magyarországi Gergely eljutott Khanbalikba – vagyis Pekingbe, ahol magával a kínai császárral is találkozott. Valamivel több mint egy félévszázaddal utánuk egy budai pálos vagy domonkos rendi barát, bizonyos Boldog Eskandeli Máté is járt Kína belsejében, aki ott is halt vértanúhalált 1399 körül.
A 18. századtól már világi utazók is megfordultak Kínában. Jelky András például elvetődött Makaóba és Kantonba is, ahol egy időre holland szolgálatba állt. Benyovszky Móric, a század egyik leghíresebb kalandora pedig, miután egy lopott hajóval megszökött a kamcsatkai orosz hadifogolytáborból, Tajvanon töltött néhány hetet, mielőtt továbbutazván Madagaszkár „királya” lett.

### Az első magyar tudósok Kínában

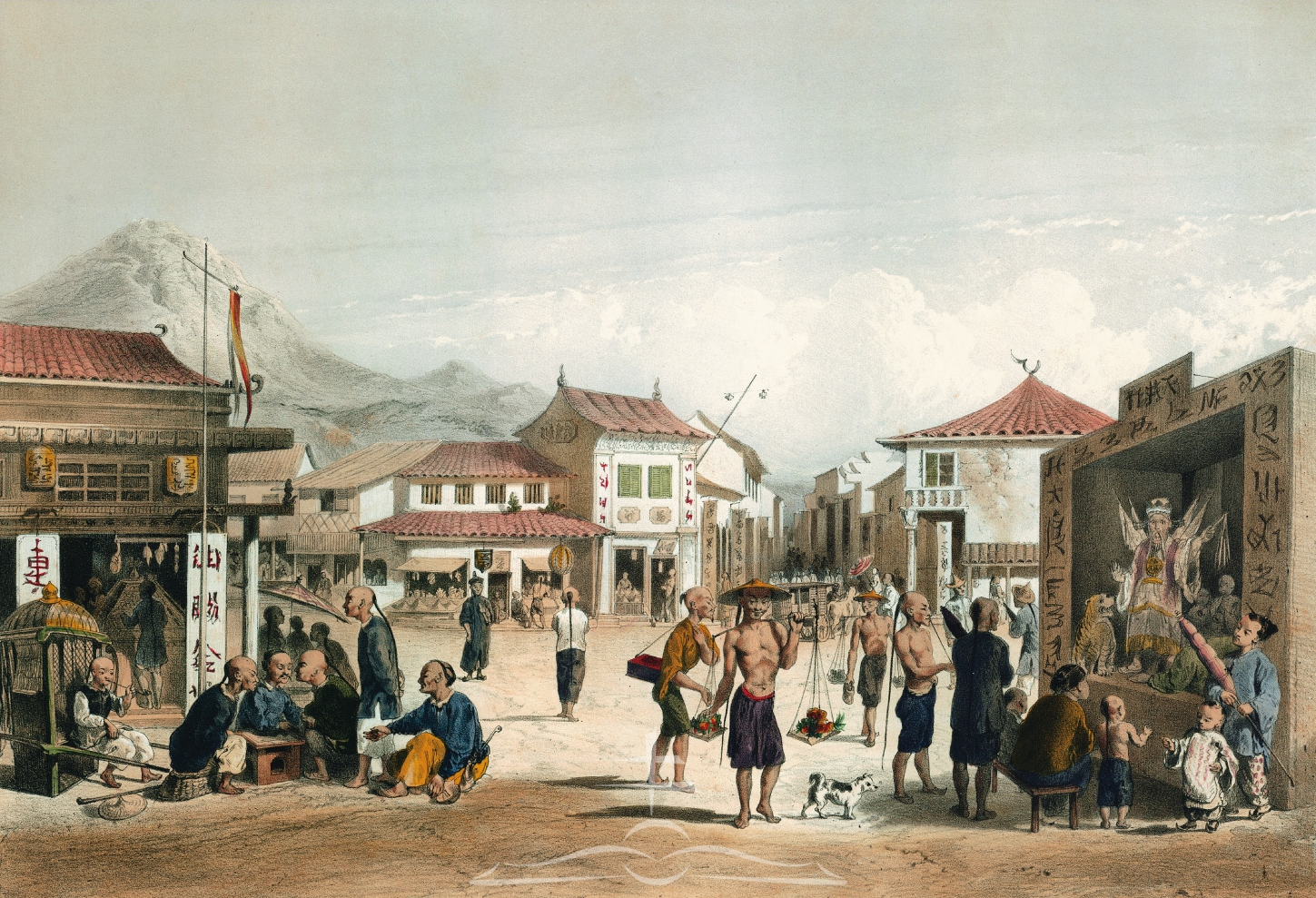
Andrássy Manó könyvének (1853) egyik illusztrációja, amely egy kínai utcát ábrázol a 19. század közepén.

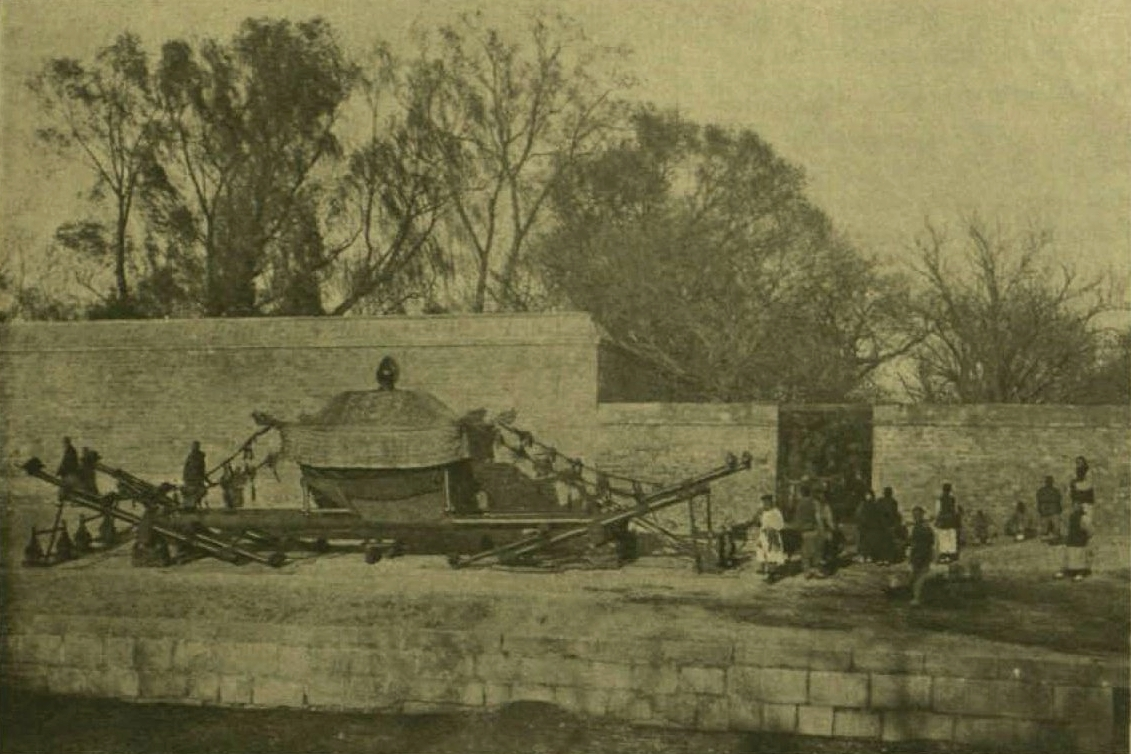
Zichy Jenő ázsiai expedícióján készült fotó amelyen egy, kínai „temetéseknél használt palankin” (gyaloghintó) látható. (Vasárnapi Ujság 1889).

A következő évszázadban Magyarországról már nemcsak hittérítők vagy kalandorok, hanem tudós utazók is eljutottak Kínába. Andrássy Manó (1821–1891) gróf a szabadságharc leverése után emigránsként bejárta Délkelet-Ázsiát, s 1849-ben érintette Hongkongot, Makaót és Kantont is. Kínai és indiai utazásairól készült rajzait díszes kötetben jelentette meg, amelynek alapján beválasztották a Magyar Tudományos Akadémia tagjai közé.
Tudós utazóként Xántus János (1825–1894) természetkutató, etnográfus tagja lett az 1868-ban indult osztrák-magyar délkelet-ázsiai expedíciónak, amellyel többek között Kínába is eljutott, s az út során gazdag anyagot gyűjtött. Miután az expedíció vezetőivel összekülönbözött azon, hogy a gyűjtött anyag a bécsi vagy a pesti múzeumba kerüljön-e, különvált társaitól, s egyedül folytatta útját.
A közös osztrák–magyar lobogó alatt indított expedíció, amellyel Xántus is utazott, az első alkalmat jelentette a kiegyezés után, hogy Magyarország megjelent a nemzetközi porondon (a költségek egyharmadát Magyarország fedezte). Az első szerződést a Monarchia és Kína között ez a küldöttség kötötte: 1869. szeptember 2-án Pekingben kereskedelmi és hajózási egyezményt írtak alá, amely 1917-ig maradt érvényben. Ezután közvetlenül a Monarchia főkonzulátust nyitott Sanghajban, majd jóval később, 1897-ben a pekingi követség is megnyílt. Kína csak 1902-ben küldte el első diplomáciai képviselőjét Bécsbe, addig a pétervári kínai követ látta el ezt a funkciót.
A korszak legjelentősebb magyar expedícióját Széchenyi Béla gróf (1837–1908) vezette. 1877–80 között huszonkilenc hónapos útján három társával – id. Lóczy Lajossal, Gustav Kreitner osztrák térképésszel és Bálint Gábor nyelvésszel – bejárta Kína nagy részét, illetve több kelet- és délkelet-ázsiai területet. Kínában feltérképezték a Jangce deltavidékét, Kanszu (Gansu), Csinghaj (Qinghai) és Jünnan (Yunnan) tartományt, s eredményeikről három vaskos kötetben számoltak be. Az általuk gyűjtött tudományos anyag, kőzet- és kövületminták feldolgozását kéttucatnyi tudós végezte el, Kínáról szóló földrajzi leírásaik pedig évtizedekig alapvető jelentőségűnek számítottak.
Lóczy Lajos számolt be először nyugaton az ősi selyemút mentén fekvő Tunhuang (Dunhuang) buddhista barlangtemplomairól. Az ő 1902-es hamburgi előadása alapján indult Tunhuang (Dunhuang)ba Stein Aurél (1862–1943), a magyar származású, de brit állampolgárságú felfedező. Stein 1907-ben jutott el Tunhuang (Dunhuang)ba, ahol a barlangtemplomok egyik titkos, befalazott üregét feltárva több ezer, i. sz. 500 és 1000 között keletkezett kéziratot, képet, könyvet talált. Stein nyomán más külföldi tudósok is Tunhuang (Dunhuang)ba utaztak tekercsekért, így a felbecsülhetetlen kincsegyüttes szétszóródott a világ különböző múzeumai, gyűjteményei között. Ma a tudósok egy nemzetközi projekt keretében az interneten igyekeznek „összerakni” a teljes dunhuang (dunhuang)i kollekciót, hogy az egymástól elválasztott, sőt sokszor egyszerűen több darabra tépett iratok legalább virtuálisan egyesülhessenek.
Zichy Jenő gróf az 1898-as kínai expedíciója során viszontagságos szárazföldi úton jutott el Pekingbe, azzal a céllal, hogy a pekingi császári levéltárban felkutassa azokat az állítólagos Árpád-kori okleveleket, amelyeket Batu kán rabolt el Magyarországról. Pekingben azonban éppen ekkor zajlott a „száznapos reform” végét jelentő puccs, így Zichy nem jutott be a levéltárba; később persze az is kiderült, hogy ott nincsenek magyar anyagok.

### A két világháború között

Hopp Ferenc az egykor tulajdonát képező villájának, ma a róla elnevezett múzeum kertjében található „kínai kapu” előtt.

1917. augusztus 14-én Kína hadat üzent az Osztrák–Magyar Monarchiának, ezzel a diplomáciai kapcsolat hosszú időre megszakadt, a korábbi szerződések érvényüket vesztették. A két világháború között az érintkezés csaknem teljesen megszűnt, a békeszerződésre is csak 1926-ban került sor. Magyarország kínai képviseletét ekkoriban Hollandia látta el.
Magyarok azonban ekkor is éltek Kínában. A korszak híres személyisége volt a besztercebányai születésű Hugyecz László (1893–1958) építész. Ő 1920-ban került Sanghajba, ahol 1925-ben saját céget alapított, s összesen 65 épületet tervezett a kínai nagyvárosban.
A 20. század első felére véget ért a nagy felfedezések kora. Az utolsó utazó tudós Ligeti Lajos volt, aki 1928-tól három évet töltött Belső-Mongóliában a klasszikus mongol írások tanulmányozásával és nyelvészeti kutatásokkal. Ebben az időben Magyarországról már elsősorban műgyűjtők utaztak Kínába, akik közül sokan a kínai műtárgyak nemzetközi hírű szakértőivé váltak. Ők már nem klasszikus felfedezők, titokzatos területek ismeretlen veszélyeivel megküzdő kalandorok voltak, hanem műértő és művészetkedvelő üzletemberek. Hopp Ferenc (1833–1919) például pesti optikusként tett szert nagy vagyonra, s többször is Kínába utazván értékes műkincseket szerzett, amelyeket villájával együtt halálakor a magyar államra hagyott – ezek lettek az alapjai a róla elnevezett Hopp Ferenc Kelet-ázsiai Művészeti Múzeumnak. Hopp művészeti tanácsadója, majd múzeumának első igazgatója Felvinczi Takács Zoltán volt (1880–1964), aki haláláig gyarapította, rendszerezte és kutatta a Magyarországra került távol-keleti műkincseket.
1924-ben alakult meg a Kelet-ázsiai Intézet a mai ELTE Múzeum körúti épületében, melynek alapítója Pröhle Vilmos (1871-1946) egyetemi tanár és szélsőjobboldali politikus volt. A kortársai szerint mintegy negyven nyelvet tudott, köztük kínaiul és japánul is, tudományos publikációi azonban leginkább csak turkológiából vannak. 1945-ben Németországba menekült, mivel a Volksbund tagja volt. 1942-ig, nyugdíjazásáig vezette a tanszéket, de irányítása alatt tudományos képzés és munka alig-alig történt. Csongor Barnabás 1941-ben itt kezdte meg a tanulmányait.
1942-ben Ligeti Lajos egyetemi tanár vette át a tanszék vezetését, akit ekkor neveztek ki az újonnan alakult Belső-ázsiai Tanszék vezetőjévé. Ligeti saját kezdeményezésére vállalta a Kelet-ázsiai Tanszék vezetését is tanszéke mellett, mivel a belső-ázsiai, azaz mongol, tibeti, mandzsu-tunguz és belső-ázsiai török stúdiumai számára elengedhetetlennek tartotta sinológusok képzését is. A Kelet-ázsiai Tanszék vezetése többek között annyit jelentett, hogy vállalta kínai tárgyú órák tartását heti 2 órában, díjazás nélkül.
1942-ben a két tanszék közös helyisége a Múzeum körút 4/c új épületébe költözött az I. emeletre.
1945-ben, Budapest ostromakor a tanszékek közös helyisége kiégett, könyvtáruk elpusztult. 1945-46-ban ezért a két tanszék jobb híján beköltözött a C épület alagsorába, a portásfülke mögé. Ligeti Lajos első tanársegédje Nagy Lajos Gyula volt, aki mongol, török és kínai filológiából 1944-ben szerzett doktorátust.
Az 1920–40-es években sok magyar hittérítő (például a jezsuita Ladányi László) is tevékenykedett Kínában. A jezsuita és a ferences rend, továbbá a kalocsai iskolanővérek missziót tartottak fenn. Ők 1949 után elhagyták az országot.

### A második világháború után
Teljesen új korszakot hoztak a magyar–kínai kapcsolatokban a második világháborút követő események. Kínában a polgárháborúban (1946–1949) győzedelmeskedtek a kommunisták, míg Magyarország a szovjet befolyási övezetbe került, s „népi demokrácia” lett. Így a két ország az új világrendben ugyanabba a blokkba került, ami a viszony új alapokra helyezésével és gyors fejlődésével járt.
Ligeti Lajos 1942-től 1962-ig volt a két tanszék vezetője. Mindvégig gondosan ügyelt a két tanszék különállására: mind a kettőnek külön cégtáblája, könyvtára, költségvetése, időnként külön tansegédszemélyzete is volt – az ötvenes évek közepéig egyetlen helyiségben.
1948–49-ben, a mai ELTE elődjének a Királyi Magyar Pázmány Péter egyetem megreformálásakor jött létre a mai értelemben vett kínai szak, kötött tan- és vizsgarenddel, egészen kis számú hallgatóval, mert a képzés célja a tudományos utánpótlás nevelése volt. Az első anyanyelvi lektor csak 1955-ben érkezett az egyetemre.
1951-52-ben, tekintettel a Kínai Népköztársaság politikai jelentőségére, a Kelet-ázsiai Tanszéket Kínai és Kelet-ázsiai Tanszéknek nevezték át.
1953-ban, amikor a bölcsészkar megkapta a piarista gimnázium és rendház épületét, a tanszékek a Pesti Barnabás u. IV. emeletére kerültek, és ettől kezdve mindkettő külön helyiséget kaphatott. A helyiségek, majd pedig a tanszemélyzet, mint látják, attól kezdve szaporodni kezdtek.
Az 1950-es évek elején Kína és Magyarország között nemcsak a politikai és gazdasági együttműködés indult meg, hanem a kulturális, oktatási és tudományos csere is. A magyar ösztöndíjas diákok első csoportja 1950 őszétől tanult Pekingben, s a következő években további hallgatók is érkeztek egyetemi képzésre. Így került ki Kínába többek között Galla Endre, Mészáros Vilma, Józsa Sándor, Pajor Géza, Miklós Pál, Tálas Barna, Polonyi Péter és Kalmár Éva – ők lettek azok, akik lényegében megteremtették és felvirágoztatták a hazai sinológiát (néhány itthon képzett remek szakember, például Tőkei Ferenc és Csongor Barnabás mellett). És ők fordították le a klasszikus és modern kínai irodalom remekműveinek színe-javát magyarra. Ugyanekkor a kínaiak is küldtek diákokat, akik Magyarország kínai megismertetéséhez járultak hozzá.
Igazi szakképesítést jelentő diplomát a bölcsészkar csak 1948-tól adott. A szó szerinti értelembe vett sinológusképzés ekkortól indult meg. Az induláskor, lévén, hogy a végzett orientalisták számára elhelyezkedést leginkább a múzeumok biztosíthattak – elsősorban a Hopp Ferenc Kelet-ázsiai Művészeti Múzeum, de például a Szépművészeti Múzeum egyiptomi osztálya, vagy akár a Néprajzi Múzeum is – az orientalista szakok a muzeológiai szakok közé sorolódtak a régészettel, a művészettörténettel és a néprajzzal együtt. Ilyen muzeológus-sinológusként végzett Tőkei Ferenc akadémikus. Nem sokkal később a minisztérium és a szakma képviselői az orientalista oktatás helyét legcélszerűbben a modern nyelvi szakok közt vélték megtalálni. Az ötvenes évek közepétől általánossá vált, hogy orientalista szakos hallgatónak keleti szakja mellett felvételiznie kell egy „normális”, állás betöltésére jogosító tanári szakból is, – egy időben ez könyvtáros szak is lehetett. Kínai-könyvtáros szakos volt F. Wendelin Lidia, akinek a Kínával foglalkozó magyar művek első bibliográfiája köszönhető. 1956 előtt pár évig létezett újságíró szak–kínai szakpárosítás is, e szakokon végzett Kun József, aki 1956 után Amerikában a Kínai Népköztársaság politikájával foglalkozott. Az orientalisztikának a nyelvszakokhoz történő besorolása logikus volt abban az értelemben, hogy a hallgatók többségének másik szakja angol, vagy orosz vagy más nagy nyugati nyelv volt, lévén, hogy ezek ismerete a szakma műveléséhez elengedhetetlen. Mindemellett akadt a hallgatók közt kínai-történelem szakos is, mint Legeza Ireneus, aki 1956 után tanulmányait Londonban, a School of Oriental Studiesban fejezte be.

### A stagnálás időszaka
Amikor a 60-as években a Szovjetunió és Kína elhidegültek egymástól, s mivel Magyarország egyértelműen a szovjet érdekszférába tartozott, a magyar–kínai kapcsolatok is stagnáltak, majd megromlottak. A mélypont a kulturális forradalom (1966–1976) első éveire esett, amikor Kína három évig nagykövetet sem nevezett ki Budapestre. 1970-től a helyzet némileg javult, a kapcsolatok – alacsonyabb szinten – újjáéledtek.
1963-tól a tanszék vezetését Ligeti Lajostól tanítványa, Csongor Barnabás vette át docensként, és vezette azt 1983-ig. Ez alatt valamikor a hetvenes évek közepén a bölcsészkar többi tanszékének terjeszkedése következtében a tanszék az Izabella utcai bölcsészkari épületbe költözött a többi orientalisztikai tanszékkel együtt.
Ekkoriban az orientalisztikai szakokat csak harmadikként, két tanári szak mellé lehetett felvenni. Erről a rendszerről azonban rövid idő alatt kiderült, hogy irreális, így létrejött a B szakosság rendszere, ahová általában a nem-tanári, illetve a „kis” nyelvi szakokat sorolták. Ez azt jelentette, hogy a szakból nem lehetett felvételizni, hanem a két tanári szakra felvett hallgató további heti 5 órában két féléven át hallgathatott a kínai szakból bevezető előadásokat, s a két tanári szak követelményeinek megfelelésen túl a második félév végén ez utóbbiakból is eredményes vizsgát tett, s ennek alapján egyik tanári szakját elhagyva helyette felvehette a kínai szakot.
Később, illetve az előbbiekkel párhuzamosan kivételes esetekben lehetőség volt az úgy nevezett „speciálszakosságra”, egyéni tanrend összeállítására. A tanszék történetében három esetben került erre sor, Kara György, a Belső-Ázsiai Tanszék későbbi tanszékvezetője, akiből azonban Ligeti professzor akaratából mongolista lett, valamint Halla István kínai egyszakos és Székács Eszter japán speciál-szakos esetében. Mindezen esetek előfeltétele az eredményes egyetemi felvételi vizsga volt. Mivel a tanári szak–kínai szak párosítás ugyanakkor csak az egyik szakból kívánta meg szakdolgozat írását, végzés után a szakmában való továbblépés csak azok számára volt elképzelhető, akik szakdolgozatukat kínai szakból írták. Voltak kivételesen olyanok is, akiket országos tanulmányi versenyen elért helyezésük mentesített a felvételi alól, így került be az egyetemre Ecsedy Ildikó, Ferenczy Mária és Mártonfi Ferenc is.
Csongor Barnabás nyugdíjba vonulását követően, 1983-ban Galla Endre docens lett a tanszék vezetője.
A magyar–kínai érintkezés a kínai „reform és nyitás” kezdetét jelentő 1978-as pártplénum után vett új lendületet. A Teng Hsziao-ping (Deng Xiaoping) nevével fémjelzett új vezetés nagy érdeklődéssel tekintett a magyarországi reformokra, s számos kínai reformpolitikus, közgazdász, szakértő látogatott Magyarországra, hogy tanulmányozza az itteni intézkedéseket. 1984-től megindult a kapcsolatok új szerződéses alapokra helyezése, a két ország gazdasági, kereskedelmi, műszaki-tudományos megállapodást, kutatási, egészségügyi, rádiós-televíziós, turisztikai stb. egyezményeket kötött.

### A rendszerváltás után
A magyar rendszerváltás utáni években a kapcsolatok továbbra is kiegyensúlyozottak voltak, de intenzitásuk nem növekedett.
1998-ban a Kínai és Kelet-ázsiai Tanszék visszakapta régi, logikai ellentmondástól mentes nevét, és ismét Kelet-ázsiai Tanszék lett.
Új szakasz 2003-tól kezdődött, amikor a magyar kormány a kínai kapcsolatok fejlesztését prioritásnak nyilvánította. Azóta magyar miniszterelnök számos alkalommal járt Kínában, míg 2004-ben Hu Csin-tao (Hu Jintao) államelnök-pártfőtitkár volt Magyarország vendége, majd 2011-ben Ven Csia-pao (Wen Jiabao) miniszterelnök is ellátogatott Magyarországra.
A modern távol-keleti nyelvek és kultúrák iránti növekvő érdeklődés miatt 2008-ban a távol-keleti szakok kiváltak az Orientalisztikai Intézetből, és megalakult a Távol-keleti Intézet. Az Intézet BA képzéseinek elsődleges célja, hogy a diákok magas szinten elsajátítsák valamelyik távol keleti nyelvet (kínai, japán, koreai, mongol, tibeti) és megismerjék a távol-keleti kultúrát. Az itt szerzett tudás nagyban segíti elhelyezkedésüket olyan intézményeknél vagy vállalatoknál, ahol szükség van valamelyik modern távol-keleti nyelv tudására és a távol-keleti kultúrák ismeretére. A tudományos kutatás iránt érdeklődők a BA szinten megszerzett ismereteiket gyarapíthatják az Intézet MA és Ph.D. képzésein, a nemzetközileg elismert oktatók segítségével elmélyedhetnek a távol-keleti nyelvek és kultúrák kérdéseiben.

## A magyar sinológiához kapcsolódó intézmények, képzések, események
- 2004-ben Budapesten megnyílt a Magyar–Kínai Két Tanítási Nyelvű Általános Iskola, igazgató: Erdélyi Zsuzsanna
- 2006-ban megnyílt Budapesten az ELTE Konfuciusz Intézet, igazgató: Hamar Imre
- 2012-ben megnyílt Szegeden az SZTE Konfuciusz Intézet, igazgató: Mohr Richárd
- 2012-ben a Pázmány Péter Katolikus Egyetemen elindult a Kínai szak, tanszékvezető: Salát Gergely
- 2013-ban Magyar Kulturális Intézet nyílt Pekingben, igazgató: Buslig Szonja Andrea
- 2013-ban a Károli Gáspár Református Egyetem Keleti Nyelvek és Kultúrák Intézetében elindult a kínai specializáció, intézetvezető: Varrók Ilona
- 2013-ban megnyílt a Miskolcon a Miskolci Egyetem Konfuciusz Intézete, igazgató: Lénárt Levente
- 2015. március 27-én megnyílt Pécsett a Pécsi Tudományegyetem Egészségtudományi Karán a hagyományos kínai orvoslásra szakosodott Konfuciusz Intézet, igazgató: Mao Hong
- 2019. november 15-én megnyílt Debrecenben a Debreceni Egyetemen a Konfuciusz Intézet, magyar igazgató: Csontos Pál
- 2020 szeptemberében a Károli Gáspár Református Egyetem Keleti Nyelvek és Kultúrák Intézetének keretei között megalakult és megkezdte működését a Kínai Tanszék; tanszékvezető: Apatóczky Ákos Bertalan

## Szakfolyóiratok

### Sinológiai szakfolyóiratok
- American Journal of Chinese Studies
- China: An International Journal
- China Exchange News
- Chinese Heritage Quarterly
- China Information
- China Perspectives
- China Review
- China Review International
- Chinese Literature
- Early China
- East Asian Science, Technology, and Medicine
- Journal of Chinese Philosophy
- Journal of Chinese Religion
- Journal of Contemporary China
- Journal of Song–Yuan Studies
- Harvard Journal of Asiatic Studies
- Late Imperial China
- Ming Studies
- Modern China
- Modern Chinese Literature and Culture
- Monumenta Serica
- Renditions
- Sino-Platonic Papers
- T’ang Studies
- T’oung Pao
- Tsing Hua Journal of Chinese Studies (清華學報)
- Twentieth-Century China

### Sinológiai tárgyú cikkeket is tartalmazó orientalisztikai folyóiratok
- Acta Asiatica
- Acta Orientalia Academiae Scientiarum Hungaricae
- Acta Orientalia
- Archív Orientální
- Ars Orientalis
- Artibus Asiae
- Artibus Asiae. Supplementum
- Asia Major
- Bulletin de l'École française d'Extrême Orient
- Bulletin of Concerned Asian Scholars
- Bulletin of the Museum of Far Eastern Antiquities
- Bulletin of the School of Oriental and African Studies
- Cahiers d’Extrême Asie
- East and West
- East Asian History
- Harvard Journal of Asiatic Studies
- Journal of Asian History
- Journal of Asian Studies
- Journal of Oriental Studies
- Journal of the American Oriental Society
- Journal of the Royal Asiatic Society of Great Britain and Ireland
- Journal asiatique
- Keletkutatás
- Kunst des Orients
- Memoirs of the Research Department of the Tōyō Bunko (東洋文庫)
- Oriens Extremus
- Oriental Art
- Philosophy East and West
- Tamkang Review
- Távol-keleti Tanulmányok
- Tóhó Gakuhó (東方學報)[1]
- Tójósi Kenkjú (東洋史研究)[2]
- Zeitschrift der Deutschen morgenlanchen gesellschaft

### Általános
- ↑ Bielenstein 1995.:  Bielenstein, Hans. “Chinese Historiography in Europe.” In Europe Studies China, 240–44.
- ↑ Doleželová-Velingerová 1995.:  Doleželová-Velingerová, Milena. “European Studies of Modern Chinese Literature.” In Europe Studies China, 368–91.
- ↑ Eno 2011.:  Robert Eno. Western Sinology and Field Journals
- ↑ Franke 1995.:  Franke, Herbert. “In Search of China: Some General Remarks on the History of European Sinology.” In Europe Studies China, 11–25.
- ↑ Frèches 1975.:  José Frèches. La sinologie. Paris, 1975
- ↑ Honey 2001.:  Honey, David B. "Incense at the Altar: Pioneering Sinologists and the Development of Classical Chinese Philology". American Oriental Series 86. New Haven: American Oriental Society, 2001
- ↑ Leslie–Davidson 1966.:  Leslie, Donald and Jeremy Davidson. Author Catalogues of Western Sinologists. Canberra: Department of Far Eastern History, Australian National University, 1966. Suzzallo Library Z3101 L44
- ↑ Loewe 1995.:  Loewe, Michael. “The History of Early Imperial China: The Western Contribution.” In Europe Studies China, 245–63.
- ↑ Lundbaek 1995.:  Lundbaek, Knud. “The Establishment of European Sinology 1801–1815.” In Cultural Encounters: China, Japan, and the West. Ed. Søren Clausen, et al., 15-54. Aarhus: Aarhus University Press, 1995
- ↑ Pulleyblank 1995.:  Pulleyblank, Edwin G. “European Studies on Chinese Phonology: The First Phase.” In Europe Studies China, 339–68.
- ↑ Rowbotham 1923.:  Rowbotham, A. H. “A Brief Account of the Early Development of Sinology.” Chinese Social and Political Science Review 7ii (1923): 113-38.
- ↑ Schipper 1995.:  Schipper, Kristofer. “The History of Taoist Studies in Europe.” In Europe Studies China, 467–87.
- ↑ Wilson–Cayley 1995.:  Wilson, Ming and John Cayley, eds. Europe Studies China. Papers from an International Conference on the History of European Sinology. London: Han-Shan Tang Books, 1995
- ↑ Zhang 1996.:  Zhang Tangqi (張堂錡). Yuwai zhi yin (域外知音).Taipei: Sanmin shuju, 1996
- ↑ Zurndorfer 1999.:  Harriet Zurndorfer, China Bibliography. Brill, 1995; Hawaii, 1999: 4-44.

### Amerikai sinológia
- ↑ Cameron 1948.:  Cameron, M. E. “Far Eastern Studies in the U.S.” Far Eastern Quarterly 7 (1948): 115-38.
- ↑ Goodrich 1931.:  Goodrich, Luther Carrington. “Chinese Studies in the United States.” Chinese Social and Political Science Review 15 (1931): 62-77.
- ↑ Howard 1988.:  Howard, Richard C. “The Development of American China Studies: A Chronological Outline.” International Association of Orientalist Libaries, Bulletin 32-33 (1988: 38-49.
- ↑ Lam 1971.:  Lam, John Cho-hon. “The Early History of Chinese Studies in America.” Hong Kong Library Association Journal 2 (December 1971): 16-23.
- ↑ Latourette 1935.:  Latourette, K. S. “The Progress of Sinology in the United States.” Nankai Social and Economic Quarterly 8 (1935): 309 15.
- ↑ Latourette 1938.:  Latourette, K. S. “Far Eastern Studies at Yale.” Amerasia 2 (1938): 288-92.
- ↑ Sung 1967.:  Sung She. “Sinological Study in the United States of America.” Chinese Culture 8 (1967): 133-70.
- ↑ Thompson 19961.:  Thompson, Laurence G. “American Sinology, 1830-1920, A Bibliographical Survey.” Tsing Hua Journal of Chinese Studies 2.2 (1961): 244-85.

### Ausztrál sinológia
- ↑ Liu 1966.:  Liu Ts’un-yan (柳存仁). Chinese Scholarship in Australia; An Inaugural Lecture Delivered at Canberra on 5 October 1966 by Liu Ts’un-yan. Canberra: Australian National University.

### Brit sinológia
- ↑ Barrett 1989.:  Barrett, T. H. Singular Listlessness. A short history of Chinese books and British scholars. London: Wellsweep, 1989
- ↑ Ch’en–Hsiao 1967.:  Ch’en Yao-kuang – Paul S. Y. Hsiao. Sinology in the United Kingdom and Germany. Honolulu: East-West Center, 1967
- ↑ Moule 1948.:  Moule, A. C. “British Sinology.” The Asiatic Review 44 (April 1948): 187-92.

### Cseh sinológia
- ↑ EACS 1996.:  European Association of Chinese Studies. Czech, Hungarian, Slovkian and Slovenian Sinology. Survey no. 5. 1996.
- ↑ Marek 1963.:  Marek, J. and T. Pokora. “Asian Studies in Czechoslovakia.” Journal of Asian Studies 22 (1963): 357-66.
- ↑ Prusek 1968.:  Prusek, Jaroslav. “Fifty Years of Oriental Studies in Czechoslovakia.” Archiv Orientalni 36.4 (1968): 529-34.
- ↑ Palát 1995.:  Palát, Augustin. “On the History of Czech Sinology from the End of the 19th Century to the Present.” In Europe Studies China, 26–44.

### Francia sinológia
- ↑ Centre 1943.:  Centre franco-chinois d’études sinologiques. Deux siècles de sinologie française. Pékin: Centre franco-chinois d’études sinologiques, 1943
- ↑ Demiéville 1966.:  Demiéville, Paul. “Aperçus historiques des études sinologiques en France.” Acta Asiatica 11 (1966): 56-110. Chinese translation by Tang Zemin (唐澤民), “Faguo Hanxue yanjiu fazhan zhi lishi huigu” (法國漢學研究發展之歷史回顧). Guoli bianyi guan guankan 1.3 (1972): 151-92.
- ↑ Li 1975.:  Li Huang (李璜). Faguo Hanxue lunji (法國漢學論集). Hong Kong: Zhuhai shuyuan, 1975

### Holland sinológia
- ↑ Duyvendak 1936.:  Duyvendak, J. J. L. “Early Chinese Studies in Holland.” T’oung Pao 32 (1936): 293-344.
- ↑ Duyvendak 1950.:  Duyvendak, J. J. L. Holland’s Contribution to Chinese Studies. London: The China Society, 1950
- ↑ Hulsewé 1958.:  Hulsewé, A. F. P. “Chinese and Japanese Studies in Holland.” JAS 17 (1958): 355-60.
- ↑ Idema 1993.:  Idema, Wilt L. “Dutch Sinology: Past, Present, and Future.” In Europe Studies China, 88–110; Chinese trans. by Ma Qinghuai (馬清槐), Tang Wu (唐蕪). “Helan Hanxue: guoqu xianzai he weilai” (荷蘭漢學：過去、現在和未來). Part I. Chuantong wenhua yu xiandaihua (1993: 1): 87 –94; Part II. Chuantong wenhua yu xiandai hua (1993: 2): 89–91.
- ↑ Zurndorfer 1989.:  Zurndorfer, Harriet T. “Sociology, Social Science, and Sinology in the Netherlands before World War II: With Special Reference to the Work of Frederik Van Heek.” Revue européenne des sciences sociales 27 (1989): 19-32.

### Japán sinológia
- ↑ Chūgoku 1980.:  Chūgoku bungaku semmonka jiten (中國文學專門家事典). Tokyo: Nichigai Asoshiseetsu, 1980
- ↑ Yan 1980.:  Yan Shaodang (嚴紹璗). Riben de Zhongguo xuejia (日本的中國學家). Beijing: Zhongguo shehui kexue chubanshe, 1980
- ↑ Wixted 1992.:  Wixted, John Timothy. Japanese Scholars of China. A Bibliographical Handbook. Lewiston: The Edwin Mellen Press, 1992

### Magyar sinológia
- ↑ Csongor 1.:  Dr. Csongor Barnabás emlékbeszéde a Kelet-ázsiai Tanszék fennállásának hetvenöt éves jubileumára az ELTE Kínai Tanszék honlapján Archiválva 2016. március 4-i dátummal a Wayback Machine-ben
- ↑ Csongor 2.:  Csongor Barnabás: A sinológia kezdetei Magyarországon az ELTE Konfuciusz Intézet honlapján
- ↑ Salát:  Salát Gergely: Budapesttől Pekingig, a magyar-kínai kapcsolatok múltja az ELTE Konfuciusz Intézet honlapján
- ↑ TKI:  Távol-keleti Intézet: Rólunk

### Lengyel sinológia
- ↑ Rudakowska 2014.:  Anna Rudakowska. The Study of China in Poland after World War II: Toward the "New Sinology"? China Review Vol. 14, No. 2, Special Issue: "Doing Sinology in Former Socialist States", 2014:59-90.

### Német sinológia
- ↑ Franke 1968a.:  Franke, Herbert. Sinologie an deutschen Universitäten. Wiesbaden: Franz Steiner Verlag, 1968
- ↑ Franke 1968b.:  Franke, Herbert. Sinology at German Universities. Wiesbaden: Franz Steiner Verlag, 1968
- ↑ Franke 1911.:  Franke, Otto. “Die sinologischen Studien in Deutschland.” Ostasiatische Neubildungen (Hamburg, 1911), 357-77.
- ↑ Franke 1940.:  Franke, Wolfgang. “The Younger Generation of German Sinologues.” Monumenta Serica 5 (1940): 437-46.
- ↑ Kern 1998.:  Kern, Martin. “The Emigration of German Sinologists 1933-1945: Notes on the History and Historiography of Chinese Studies.” JAOS 118.4 (1998): 507-29.
- ↑ Martin–Hammer.:  Martin, Helmut – Christiane Hammer. Chinawissenschaften—Deutschsprachige Entwicklungen: Geschichte, Personen, Perspektiven: Referate der 8.Jahrestagung 1997 er Deutschen Vereinigung für Chinastudien. Ed. Britta Jubin. Mitteilungen des Instituts für Asienkunde, 303. Hamburg: Institute für Asienkunde, 1999. Kínai fordítás: Ma Hanmao (馬漢茂), Han Yana (漢雅娜), Li Xiping (李西平), Li Xuetao (李雪濤), szerk. Deguo Hanxue: Lishi fazhan renwu yu shijiao (德國漢學：歷史、發展、人物與視角). Zhengzhou: Daxiang chubanshe, 2005
- ↑ Wilhelm 1949.:  Wilhelm, Hellmut. “German Sinology Today.” Far Eastern Quarterly 8 (1949): 319-22.

### Norvég sinológia
- ↑ Chang 1967.:  Chang Taiping (張台萍). “Nuowei de Hanxue yanjiu” (挪威的漢學研究). Hanxue yanjiu tongxun 16.2 (1997): 147–51.

### Olasz sinológia
- ↑ Bertuciolli 1995.:  Bertuciolli, Giuliano. “Sinology in Italy 1600–1950.” In Europe Studies China, 67–78.
- ↑ Lanciotti 1995.:  Lanciotti, Lionello. “Italian Sinology from 1945 to the Present.” In Europe Studies China, 79–87.

### Orosz (szovjet) sinológia
- ↑ Aubin 1972.:  Aubin, Françoise. “Travaux et tendences de la Sinologie soviétique récente.” T’oung Pao 58 (1972): 161-71.
- ↑ Gafurov 1967.:  Gafurov, B. G. – Y. V. Gankovsky, eds. Fifty Years of Soviet Oriental Studies: Brief Reviews (1917-1962). Moscow: Nauka, 1967
- ↑ Kirby 1975.:  Kirby, Edward S. Russian Studies of China: Progress and Problems of Soviet Sinology. Totowa, N. J.: Rowan and Littlefield, 1975
- ↑ Rozman 1985.:  Rozman, Gilbert, ed. Soviet Studies of Premodern China. Ann Arbor: Center for Chinese Studies, University of Michigan, 1985
- ↑ Sorokin 1995.:  Sorokin, Vladislav F. “Two and a Half Centuries of Russian Sinology.” In Europe Studies China, 111–29.
- ↑ Speshnev 1995.:  Speshnev, Nikolai. “Teaching and Research on Chinese Language at St Petersburg University in the 19th and 20th Centuries.” In Europe Studies China, 129–35.
- ↑ Swearingen 1958.:  Swearingen, Rodger. “Asian Studies in the Soviet Union.” JAS 17.3 (1958): 515-37.
- ↑ Titarenko 1996.:  Titarenko, Mikhail L. – F. B. Beleliubskii. Rossiiskoe kitaevedenie. Moscow: European Association of Chinese Studies, 1996

### Osztrák sinológia
- ↑ Führer 2001.:  Führer, Bernhard. Vergessen und verloren: die Geschichte der österreichischen Chinastudien. Ed. Cathay, Bd. 42. Dortmund: Projekt-Verlag, 2001

### Svéd sinológia
- ↑ Malmqvist 1995.:  Malmqvist, N. Göran. “On the History of Swedish Sinology.” In Europe Studies China, 161–74.

## Külső források
- Az ELTE kínai-szakán sinológiai témában született szakdolgozatok
- Az ELTE kínai-szakán sinológiai témában született doktori disszertációk
- Geremie R Barmé: New Sinology – Australian National University (2005)
- Sinology – The Great Soviet Encyclopedia (1979).